# Jedi
Los Jedi , Caballeros Jedi o, en conjunto, la Orden Jedi son personajes ficticios, a menudo protagonistas, que aparecen en numerosas obras del universo de Star Wars. Trabajando en simbiosis con la República Galáctica, la Orden Jedi se presenta como una organización religiosa, académica, meritocrática y militar auxiliar (mantenimiento de la paz) cuya historia se remonta a miles de años antes de los eventos de las películas de Star Wars. Esta organización ficticia ha inspirado un movimiento religioso minoritario y una comunidad en línea en el mundo real: el jediismo.
Dentro del universo de Star Wars, los Jedi son poderosos guardianes del orden y la justicia que, mediante la intuición, un entrenamiento riguroso y una intensa autodisciplina, logran dominar un poder sobrenatural conocido como la Fuerza, lo que les permite mover objetos con la mente, realizar hazañas increíbles de fuerza, percibir eventos distantes en el tiempo o el espacio y conectar con los pensamientos de ciertas personas. George Lucas, creador de Star Wars, explica que los Jedi son «monjes guerreros que mantienen la paz en el universo», evitando el uso de la violencia salvo como último recurso, con la misión de «usar su poder para mantener en línea a los gobiernos de todos los planetas, para que no hagan cosas terribles». Los Jedi tienen la «autoridad moral para hacerlo» porque son «los más morales de todos en la galaxia». A lo largo de la franquicia, los Jedi son reconocibles por sus túnicas en varios tonos de marrón y por el uso de sables de luz: armas similares a espadas con hojas de colores hechas de plasma.
Mayormente representados en la era de la Antigua República de la franquicia, la Orden Jedi es una organización monástica compuesta por miembros de diversas especies humanas y humanoides, que entrenan minuciosamente en las artes marciales y colaboran estrechamente con el gobierno de la República galáctica, trabajando para «traer paz a la galaxia siendo embajadores y solucionadores de problemas», según Lucas. Los personajes Jedi investigan ciertos crímenes, desde asesinatos de alto perfil hasta corrupción política, actúan como diplomáticos entre poderosos grupos interplanetarios, protegen a los más altos funcionarios del gobierno de la República, persiguen fugitivos y son promovidos a líderes en el ejército de la República durante las Guerras Clon. Sin embargo, su credo exige que defiendan y protejan toda vida y usen su poder solo para el conocimiento y la defensa, aunque la franquicia de Star Wars a menudo los muestra en combate.

Lucas desarrolló el credo Jedi adoptando ciertos elementos de religiones orientales reales, principalmente el budismo y posiblemente el taoísmo, así como elementos de la Nueva Era. En esa misma línea, el credo Jedi se centra en la compasión por los demás, la atención plena, el desapego y la meditación, características que los personajes Jedi llaman el «lado luminoso» de la Fuerza. Además, los Jedi consideran que el miedo es la raíz del sufrimiento: el miedo lleva a la ira, la ira al odio y el odio al sufrimiento. Advierten que un exceso de estas emociones negativas puede alejar a los practicantes del lado luminoso hacia el lado oscuro, que abraza las pasiones, la agresión, el odio, la rabia, el miedo y la amargura como forma de vida. Los Sith son seguidores del lado oscuro y los enemigos tradicionales de los Jedi. Mientras los Sith buscan un dominio violento y absoluto sobre la galaxia, los Jedi trabajan para proteger la democracia, la armonía y la justicia. Con el ascenso del Lord Sith Darth Sidious y el Imperio Galáctico, la Orden Jedi es proscrita y la mayoría de sus miembros son asesinados en la subsiguiente purga política. Posteriormente, los personajes intentan revivir la organización.

## Etimología
Se dice que la palabra Jedi fue adaptada por George Lucas del japonés  時代劇, Jidaigeki, que significa "drama de época" sobre samuráis, inspirando no solo el nombre de la orden Jedi sino también la estética, los combates a espada, el aspecto de las armaduras imperiales, muchos de los personajes, y hasta algunos planos calcados. También se dice que puede estar inspirada en las palabras Jed (Líder) y Jeddak (Rey) de la Serie marciana de Edgar Rice Burroughs, una serie que Lucas consideró adaptar al cine.
Según la Star Wars: Rogue One – The Ultimate Visual Guide, el término "Jedi" dentro del universo de Star Wars proviene de "Jedha", un planeta que alguna vez albergó un templo Jedi y era una fuente de cristales kyber. Los cristales kyber se usan para alimentar los sables de luz y eran considerados sagrados por la Orden Jedi.
En su libro The Making of Star Wars: The Definitive Story Behind the Original Film, J.W. Rinzler señala que Lucas originalmente consideró usar el término "Jedidiah" para sus caballeros, pero finalmente optó por "Jedi". Rinzler también sugiere que la palabra pudo haber sido influenciada por el término "bodhisattva", que se refiere a un concepto budista de un ser iluminado que elige permanecer en el mundo para ayudar a otros.
Otra posible influencia en la palabra "Jedi" es el término hebreo "yedid", que significa "amado". En su libro The Secret History of Star Wars, Michael Kaminski sugiere que Lucas pudo haberse inspirado en este término al crear el nombre para sus caballeros. Kaminski señala que Lucas ha citado el misticismo judío como una inspiración para su trabajo, y que pudo haberse sentido atraído por la idea de que sus héroes fueran protectores amados.

### Influencias
George Lucas reconoció que los Jedi, los Sith y otros conceptos de la Fuerza fueron inspirados en muchas fuentes. Estas incluyen: los caballeros y la caballería medieval, el paladinismo, los samurái y el bushido, los monasterios de Shaolin, el feudalismo, el hinduismo, el chi kung, la mitología y filosofía griega, la mitología e historia romana, el sufismo, el confucianismo, el sintoísmo, el budismo y el taoísmo, además de numerosos precedentes cinematográficos. Las obras del filósofo Friedrich Nietzsche y del mitólogo Joseph Campbell, especialmente su libro El héroe de las mil caras (1949), influyeron directamente en Lucas y fueron lo que lo llevó a crear el "mito moderno" de Star Wars.
Lucas explicó que a los Jedi se les entrena para que amen a otros, lo cual se les permite y es lo que se espera de ellos (incluso a sus enemigos, los Sith), pero no deben formar apegos porque el apego lleva al lado oscuro de la Fuerza. Cuando alguien tiene, obtiene o desea a una persona o experiencia y se apega a ella, comienza a temer perderla. El miedo a la pérdida alimenta la codicia, el deseo de retener cosas, por lo que una persona apegada es egoísta e incapaz de soltar. El miedo a la pérdida se convierte en ira, que llevará al odio, y el odio al sufrimiento, principalmente para quien es egoísta, porque entonces pasará su vida con miedo en lugar de vivir realmente. El lado luminoso se centra en la compasión y el dar; por lo tanto, es amor, y lo opuesto al apego: es una alegría eterna, sin miedo a la pérdida ni al dolor de la pérdida. «Mientras ames a otras personas y las trates con amabilidad, no tendrás miedo».
Lucas, identificándose como "budista metodista" o "metodista budista", afirmó que su filosofía de desapego, representada en sus películas, fue influenciada por el hecho de que creció en San Francisco, la "capital del budismo zen de los Estados Unidos". En 2020, indicó que los Jedi fueron "diseñados para ser monjes budistas que, además, eran muy buenos luchando".

## Representación
Como se muestra en el canon, los Jedi estudian y utilizan la Fuerza para ayudar y proteger a quienes lo necesitan. Los miembros Jedi, conocidos como "Caballeros Jedi", respetan toda vida defendiendo y protegiendo a aquellos que no pueden hacerlo por sí mismos, buscando soluciones pacíficas y no combativas para cualquier altercado que encuentren y luchando solo en defensa propia y para proteger a aquellos a quienes defienden. Al entrenar la mente y el cuerpo, los Jedi buscan mejorar tanto a sí mismos, obteniendo un acceso sin restricciones a la Fuerza, como a las personas y grupos con los que entran en contacto. Al igual que sus contrapartes malvadas, los Sith, el arma principal de los Jedi es el sable de luz. Sin embargo, según Lucas, «la Fuerza realmente no tiene nada que ver con el sable de luz. Cualquiera puede tener un sable de luz. Es solo un arma, como una pistola».
Qui-Gon Jinn ofrece una visión sobre la Fuerza en La amenaza fantasma cuando le dice a Anakin: «Tu enfoque determina tu realidad». Y más tarde, explica: «Los midiclorianos son formas de vida microscópicas que residen en todas tus células. Y nosotros somos simbióticos con ellos. Formas de vida que viven juntas para una ventaja mutua. Sin los midiclorianos, la vida no podría existir y no tendríamos conocimiento de la Fuerza. Ellos nos hablan continuamente, diciéndonos la voluntad de la Fuerza. Cuando aprendas a aquietar tu mente, los escucharás hablarte». En Una nueva esperanza, Obi-Wan Kenobi le dice a Luke Skywalker: «La Fuerza es lo que le da su poder a un Jedi. Es un campo de energía creado por todas las cosas vivientes. Nos rodea, nos penetra, une a la galaxia». «... un Jedi puede sentir la Fuerza fluyendo a través de él. [Parcialmente] controla tus acciones, pero también obedece tus órdenes».

### La Saga Skywalker

#### Trilogía de precuelas
La trilogía de precuelas muestra a los Jedi en la cúspide de su poder, con sede en el Templo Jedi en Coruscant, y enfrentándose al creciente presencia del lado oscuro de la Fuerza y el regreso de los Sith. En Episodio I: La amenaza fantasma (1999), el Maestro Jedi Qui-Gon Jinn (Liam Neeson) descubre al niño de nueve años Anakin Skywalker (Jake Lloyd), a quien cree "El Elegido" de una profecía Jedi, destinado a traer equilibrio a la Fuerza. Al final de La amenaza fantasma, tras la muerte de Jinn a manos de Darth Maul, Anakin es asignado al aprendiz de Qui-Gon, el joven Obi-Wan Kenobi (Ewan McGregor), quien promete entrenarlo.
La secuela, Episodio II: El ataque de los clones, establece que los Jedi renuncian a los apegos, considerándolos en la misma categoría que la posesión, y buscan cultivar la compasión y el amor incondicional en su lugar. Como se revela en la serie Las guerras clon, los Jedi creían que los sentimientos románticos son naturales y, como tal, no los prohibían, pero para un Caballero Jedi era esencial tomar la decisión correcta para la Orden y no descuidar sus deberes Jedi en favor de su amado, incluso si eso significaba el fin de la relación. Esto resulta problemático cuando Anakin, ahora un joven adulto (Hayden Christensen), se enamora de Padmé Amidala (Natalie Portman). Las Guerras Clon, mencionadas por primera vez en la película original de 1977, comienzan con cientos de Jedi participando en la batalla de Geonosis, antes de escalar a una guerra galáctica con los Jedi como generales del recién formado Ejército de Clones.
En Episodio III: La venganza de los Sith, Yoda le confía a Mace Windu (Samuel L. Jackson) que la profecía del Elegido podría haber sido malinterpretada. Sheev Palpatine (Ian McDiarmid), quien se revela como Darth Sidious, manipula el apego de Anakin por Padmé y su desconfianza y resentimiento hacia los Jedi para convertirlo al lado oscuro y convertirlo en su aprendiz Sith, Darth Vader. Al traicionar a los Jedi y convertirse en Sith, Vader comienza a ayudar a Sidious a cazar y exterminar a los Jedi durante los eventos de La venganza de los Sith; Obi-Wan Kenobi, Yoda y Ahsoka Tano están entre los pocos Jedi que evitan la purga inicial.
Como se revela en Star Wars: Las guerras clon, cada soldado clon fue implantado con un chip que Palpatine activaría con la orden verbal Orden 66. Como consecuencia, los clones sufrieron un lavado de cerebro forzoso que les hizo ver a sus generales Jedi como traidores a la República y, posteriormente, los ejecutaron sumariamente. Darth Vader/Anakin Skywalker lideró a la Legión 501 para llevar a cabo la "Operación Caída del Caballero" contra el Templo Jedi, quemando y masacrando a todos los Jedi dentro, incluida la Defensora del Templo Shaak Ti. Sidious engañó al pueblo de la República afirmando que los Jedi eran belicistas corruptos responsables de prolongar las Guerras Clon, etiquetándolos como criminales con recompensas por ellos. Darth Vader continuó cazando y matando a casi todos los Jedi sobrevivientes durante los primeros años del Imperio, en lo que se conoció como la "Gran Purga Jedi".

#### Trilogía original
Durante más de mil generaciones, los Caballeros Jedi fueron los guardianes de la paz y la justicia en la Antigua República. Antes de los tiempos oscuros, antes del Imperio.
Obi-Wan Kenobi, Star Wars: Episodio IV - Una nueva esperanza

Los Jedi son presentados por primera vez en la película de 1977 Star Wars como una orden de monjes guerreros que sirven como «los guardianes de la paz y la justicia en la galaxia» y creen en la mística Fuerza. Obi-Wan Kenobi (Alec Guinness) explica que Darth Vader (David Prowse/James Earl Jones), un antiguo aprendiz y el principal enemigo de los Jedi, ayudó al Imperio Galáctico a exterminar a los Jedi, y busca entrenar a Luke Skywalker (Mark Hamill) para que sea la última esperanza de la Orden Jedi. Al final de la película, que muestra la batalla de Yavin, Luke está en camino de convertirse en Jedi. En la secuela, Star Wars: Episodio V – El Imperio contraataca, Luke recibe entrenamiento Jedi del anciano (y único sobreviviente) Maestro Jedi Yoda (Frank Oz), incluso al descubrir que Vader es, de hecho, su padre, el antiguo Caballero Jedi Anakin Skywalker. La tercera película de la trilogía original, Star Wars: Episodio VI – El retorno del Jedi, termina con Luke redimiendo a Vader, quien mata a Darth Sidious para salvarlo, trayendo así el equilibrio a la Fuerza y ayudando a destruir el Imperio, cumpliendo su destino como Jedi.
Los dos últimos Maestros Jedi mueren durante los eventos de las películas, tras lo cual regresan como espíritus de la Fuerza para ayudar a Luke.

#### Trilogía de secuelas
Ahora que están extintos, los Jedi son romantizados, deificados. Pero si quitas el mito y miras sus hechos, el legado de los Jedi es el fracaso. Hipocresía, arrogancia. [...] En la cima de sus poderes, permitieron que Darth Sidious surgiera, creara el Imperio y los eliminara.
Luke Skywalker, Star Wars: Episodio VIII - Los últimos Jedi

En El despertar de la Fuerza, la primera película de la trilogía de secuelas, Luke había intentado reconstruir la Orden Jedi, pero su sobrino Ben Solo (Adam Driver) se unió al lado oscuro, atraído por el misterioso Snoke (Andy Serkis), y destruyó su templo y a otros aprendices. Ben es renombrado Kylo Ren y destruye todo lo que Luke construyó. Tras la traición de Kylo y la destrucción de la Nueva Orden Jedi, Luke se exilia voluntariamente en Ahch-To, convencido de que él y los Jedi influyen negativamente en la galaxia.
En la secuela Los últimos Jedi, la carroñera Rey (Daisy Ridley) encuentra a Luke en Ahch-To y lo convence de entrenarla en los caminos de la Fuerza. Durante su entrenamiento, Luke explica que los Jedi del pasado permitieron que Darth Sidious llegara al poder. Ella también descubre varios textos Jedi antiguos escondidos en un árbol. Rey descubre la verdad sobre la caída de Ben al lado oscuro y cree ser su única oportunidad de redención. Luke decide quedarse en Ahch-To e intenta quemar el árbol con los textos, pero no puede hacerlo. Sin embargo, Yoda aparece como un espíritu de la Fuerza y quema el árbol, enseñándole que el fracaso es tan importante como el éxito, y que los maestros se definen por aquellos que los superan. Cerca del final de la película, Luke enfrenta a Kylo en el planeta Crait. Posteriormente se revela que Luke se había proyectado desde Ahch-To, así que muere por el esfuerzo y se convierte en uno con la Fuerza. Se muestra que Rey tomó los textos Jedi sagrados antes de dejar Ahch-To, para continuar su entrenamiento.
En El ascenso de Skywalker, la película final de la trilogía de secuelas, se descubre que Darth Sidious creó a Snoke y ha regresado de la muerte, manipulando eventos en secreto desde el mundo Sith Exegol. En su último intento por reclamar la galaxia, Sidious presenta la Orden Final, una flota masiva de Destructores Estelares clase Xyston construida por los Eternos Sith. El Emperador ofrece la flota Sith a Kylo Ren a cambio de matar a la última Jedi restante, Rey, quien se revela como su nieta. Tras la muerte de la madre de Kylo, Leia Organa (Carrie Fisher), Kylo regresa a la luz y reclama su identidad como Ben Solo. Al final de la película, Ben se une a Rey mientras esta enfrenta a Sidious. Rey canaliza el poder de los Jedi pasados para destruir a Sidious y los Sith, trayendo así el equilibrio de nuevo a la Fuerza, antes de morir ella misma. Ben sacrifica su vida para revivir a Rey y se convierte en uno con la Fuerza. Con la paz y la justicia restauradas en la galaxia, Rey vive para comenzar de nuevo la Orden Jedi.

### Antologías y obras derivadas
En una escena eliminada de El ataque de los clones, los "Veinte Perdidos" es el nombre dado a un grupo de Maestros Jedi (veinte en total) que abandonaron la Orden Jedi a lo largo de su historia. Los primeros 12 de estos Veinte Perdidos se convirtieron en "Jedi Oscuros" que eventualmente fundaron el primer Imperio Sith. En los años previos a las Guerras Clon, el Maestro Jedi Conde Dooku abandonó la Orden Jedi debido a diferencias con sus compañeros Jedi, convirtiéndose en el vigésimo Maestro Jedi en la historia de la Orden en hacerlo. Para mostrar los fracasos de los Jedi, estos crearon estatuas de los Jedi caídos y las colocaron en los Archivos del Templo Jedi.
La serie animada de televisión Star Wars: Las guerras clon muestra las batallas de las Guerras Clon, centrándose en los Jedi y los soldados clon que estos lideran contra los Separatistas y sus líderes Sith. La película piloto revela que Anakin entrenó a una aprendiz, Ahsoka Tano, entre El ataque de los clones y La venganza de los Sith. Arcos posteriores exploran los fundamentos de la Orden 66 y la manipulación de la Orden Jedi por parte de Darth Sidious.
La serie animada de televisión Star Wars Rebels revela que Ahsoka y un Jedi llamado Kanan Jarrus sobrevivieron a la purga; este último entrena a un nuevo aprendiz, Ezra Bridger. La serie también revela que, tras el inicio de la purga con la Orden 66, Sidious comisionó a la Inquisición, un grupo de antiguos Jedi que se habían pasado al lado oscuro por diversas razones, para ayudar a Darth Vader a cazar a los Jedi restantes.
La serie derivada de Las guerras clon, Star Wars: El Lote Malo, sigue al grupo titular de clones mejorados, quienes desobedecen la Orden 66 y, en cambio, eligen salvar a un joven Kanan después de que su maestra es asesinada por los otros clones.
El videojuego del canon Star Wars Jedi: Fallen Order presenta a Cal Kestis, un antiguo padawan que se esconde del Imperio y que accidentalmente expone sus habilidades de la Fuerza al ayudar a alguien, poniéndolo en el radar de los Inquisidores. Kestis recibe ayuda de Cere Junda, otra Caballero Jedi en la clandestinidad. En la secuela de 2023, Star Wars Jedi: Survivor, se revela que el mercenario Bode Akuna también fue un sobreviviente de la Orden 66.
En la serie limitada Obi-Wan Kenobi, la Gran Purga Jedi se muestra en un flashback en el que Reva Sevander, futura Inquisidora llamada Tercera Hermana, escapa de los clones durante la noche de la Orden 66.

### Miembros
El tamaño exacto de la membresía y las operaciones de los Jedi antes de la purga no se especifica. Sin embargo, en el episodio de Star Wars Rebels "Camino del Jedi", Kanan Jarrus afirmó:

Había alrededor de 10 000 Caballeros Jedi defendiendo la galaxia. Ahora, somos pocos. Pero en aquellos días, teníamos pequeños puestos avanzados, templos esparcidos por las estrellas. El Imperio buscó estos templos y destruyó muchos de ellos...

| \| \| \| \| \| \| \| \| \| \| \| \| \| Yoda \| \| \| \| \| \| \| \| \| \| \| \| \| \| \| \| \| \| \| \| \| \| \| \| \| \| \| \| \| \| \| \| \| \| \| \| \| \| \| \| \| \| \| \| \| \| \| \| \| \| \| \| \| \| \| \| \| \| \| \| \| \| \| \| \| \| \| \| \| \| \| \| \| \| \| \| \| \| \| \| \| \| \| \| \| \| \| \| \| \| \| \| \| \| \| \| \| \| \| \| \| \| \| \| \| \| \| \| \| \| \| \| \| \| \| \| \| \| \| \| \| \| \| \| \| \| \| \| \| \| \| \| \| \| \| \| \| Conde Dooku \| Conde Dooku \| Conde Dooku \| Conde Dooku \| Conde Dooku \| Conde Dooku \| \| \| \| \| \| \| \| \| Mace Windu \| Mace Windu \| Mace Windu \| Mace Windu \| Mace Windu \| Mace Windu \| \| \| \| \| \| \| \| \| \| \| \| \| \| \| \| \| \| \| \| \| \| \| \| \| \| \| \| Conde Dooku \| Conde Dooku \| Conde Dooku \| Conde Dooku \| Conde Dooku \| Conde Dooku \| \| \| \| \| \| \| \| \| Mace Windu \| Mace Windu \| Mace Windu \| Mace Windu \| Mace Windu \| Mace Windu \| \| \| \| \| \| \| \| \| \| \| \| \| \| \| \| \| \| \| \| \| \| \| \| \| \| \| \| \| \| \| \| \| \| \| \| \| \| \| \| \| \| \| \| \| \| \| \| \| \| \| \| \| \| \| \| \| \| \| \| \| \| \| \| \| \| \| \| \| \| \| \| \| \| \| Qui-Gon Jinn \| Qui-Gon Jinn \| Qui-Gon Jinn \| Qui-Gon Jinn \| Qui-Gon Jinn \| Qui-Gon Jinn \| \| \| \| \| \| \| \| \| Depa Billaba \| Depa Billaba \| Depa Billaba \| Depa Billaba \| Depa Billaba \| Depa Billaba \| \| \| \| \| \| \| \| \| \| \| \| \| \| \| \| \| \| \| \| Iniciados \| \| \| \| \| \| \| \| Qui-Gon Jinn \| Qui-Gon Jinn \| Qui-Gon Jinn \| Qui-Gon Jinn \| Qui-Gon Jinn \| Qui-Gon Jinn \| \| \| \| \| \| \| \| \| Depa Billaba \| Depa Billaba \| Depa Billaba \| Depa Billaba \| Depa Billaba \| Depa Billaba \| \| \| \| \| \| \| \| \| \| \| \| \| \| \| \| \| \| \| \| \| \| \| \| \| \| \| \| \| \| \| \| \| \| \| \| \| \| \| \| \| \| \| \| \| \| \| \| \| \| \| \| \| \| \| \| \| \| \| \| \| \| \| \| \| \| \| \| \| \| \| \| \| \| \| Obi-Wan Kenobi \| Obi-Wan Kenobi \| Obi-Wan Kenobi \| Obi-Wan Kenobi \| Obi-Wan Kenobi \| Obi-Wan Kenobi \| \| \| \| \| \| \| \| \| Kanan Jarrus \| Kanan Jarrus \| Kanan Jarrus \| Kanan Jarrus \| Kanan Jarrus \| Kanan Jarrus \| \| \| \| \| \| \| \| \| \| \| \| \| \| \| \| \| \| \| \| \| \| \| \| \| \| \| \| Obi-Wan Kenobi \| Obi-Wan Kenobi \| Obi-Wan Kenobi \| Obi-Wan Kenobi \| Obi-Wan Kenobi \| Obi-Wan Kenobi \| \| \| \| \| \| \| \| \| Kanan Jarrus \| Kanan Jarrus \| Kanan Jarrus \| Kanan Jarrus \| Kanan Jarrus \| Kanan Jarrus \| \| \| \| \| \| \| \| \| \| \| \| \| \| \| \| \| \| \| \| \| \| \| \| \| \| \| \| \| \| \| \| \| \| \| \| \| \| \| \| \| \| \| \| \| \| \| \| \| \| \| \| \| \| \| \| \| \| \| \| \| \| \| \| \| \| \| \| \| \| \| Anakin Skywalker \| Anakin Skywalker \| Anakin Skywalker \| Anakin Skywalker \| Anakin Skywalker \| Anakin Skywalker \| \| \| \| \| Luke Skywalker \| Luke Skywalker \| Luke Skywalker \| Luke Skywalker \| Luke Skywalker \| Luke Skywalker \| \| \| Ezra Bridger \| Ezra Bridger \| Ezra Bridger \| Ezra Bridger \| Ezra Bridger \| Ezra Bridger \| \| \| \| \| \| \| \| \| \| \| \| \| \| \| \| \| \| \| \| \| \| \| \| Anakin Skywalker \| Anakin Skywalker \| Anakin Skywalker \| Anakin Skywalker \| Anakin Skywalker \| Anakin Skywalker \| \| \| \| \| Luke Skywalker \| Luke Skywalker \| Luke Skywalker \| Luke Skywalker \| Luke Skywalker \| Luke Skywalker \| \| \| Ezra Bridger \| Ezra Bridger \| Ezra Bridger \| Ezra Bridger \| Ezra Bridger \| Ezra Bridger \| \| \| \| \| \| \| \| \| \| \| \| \| \| \| \| \| \| \| \| \| \| \| \| \| \| \| \| \| \| \| \| \| \| \| \| \| \| \| \| \| \| \| \| \| \| \| \| \| \| \| \| \| \| \| \| \| \| \| \| \| \| \| \| \| \| \| \| \| \| \| Ahsoka Tano \| Ahsoka Tano \| Ahsoka Tano \| Ahsoka Tano \| Ahsoka Tano \| Ahsoka Tano \| \| \| \| \| \| \| \| \| \| \| \| \| Leia Organa \| Leia Organa \| Leia Organa \| Leia Organa \| Leia Organa \| Leia Organa \| \| \| \| \| \| \| \| \| \| \| \| \| \| \| \| \| \| \| \| \| \| \| \| Ahsoka Tano \| Ahsoka Tano \| Ahsoka Tano \| Ahsoka Tano \| Ahsoka Tano \| Ahsoka Tano \| \| \| \| \| \| \| \| \| \| \| \| \| Leia Organa \| Leia Organa \| Leia Organa \| Leia Organa \| Leia Organa \| Leia Organa \| \| \| \| \| \| \| \| \| \| \| \| \| \| \| \| \| \| \| \| \| \| \| \| \| \| \| \| \| \| \| \| \| \| \| \| \| \| \| \| \| \| \| \| \| \| \| \| \| \| \| \| \| \| \| \| \| \| \| \| \| \| \| \| \| \| \| \| \| \| \| Sabine Wren \| Sabine Wren \| Sabine Wren \| Sabine Wren \| Sabine Wren \| Sabine Wren \| \| \| \| \| Ben Solo [n. 1] \| Ben Solo [n. 1] \| Ben Solo [n. 1] \| Ben Solo [n. 1] \| Ben Solo [n. 1] \| Ben Solo [n. 1] \| \| \| Rey [n. 1] \| Rey [n. 1] \| Rey [n. 1] \| Rey [n. 1] \| Rey [n. 1] \| Rey [n. 1] \| \| \| \| \| \| \| \| \| \| \| \| \| \| \| \| \| \| \| \| \| \| \| \| Sabine Wren \| Sabine Wren \| Sabine Wren \| Sabine Wren \| Sabine Wren \| Sabine Wren \| \| \| \| \| Ben Solo [n. 1] \| Ben Solo [n. 1] \| Ben Solo [n. 1] \| Ben Solo [n. 1] \| Ben Solo [n. 1] \| Ben Solo [n. 1] \| \| \| Rey [n. 1] \| Rey [n. 1] \| Rey [n. 1] \| Rey [n. 1] \| Rey [n. 1] \| Rey [n. 1] \| \| \| \| \| \| \| \| \| \| \| \| \| \| \| \| \| \| \| \| \| \| \| \| \| \| \| \| \| \| \| \| \| \| \| \| \| \| \| \| \| \| \| \| \| \| \| \| \| \| \| \| \| \| \| \| \| \| \| \| \| \| \| \| \| \| \| \| \| \| \| \| \| \| \| Din Grogu \| \| \| \| \| \| \| \| \| \| \| \| \| \| \| \| \| \| \| \| \| \| \| \| \| \| \| \| \| \| \| \| \| \| \| \| \| \| \| \| \| \| \| \| \| \| \| \| \| \| \| \| \| \| \| \| \| \| \| \| \| \| \| \| \| \| \| \| \| \| \| \| \| \| \| \| \| \| \| \| \| \| \| \| \| |  |  |  |                  |                  |                  |                  |                  |                  |                |                |                |                |                |                |                |                |                |                |  |  |              |              |              |              |              |              |  |  |  |  |  |  |  |  |  |  |  |  |  |  |  |  |  |  |
| Notas: 1. |  |  |  |                  |                  |                  |                  |                  |                  |                |                |                |                |                |                |                |                |                |                |  |  |              |              |              |              |              |              |  |  |  |  |  |  |  |  |  |  |  |  |  |  |  |  |  |  |
| |  |  |  |                  |                  |                  |                  |                  |                  |                |                | Yoda           |                |                |                |                |                |                |                |  |  |              |              |              |              |              |              |  |  |  |  |  |  |  |  |  |  |  |  |  |  |  |  |  |  |
| |  |  |  |                  |                  |                  |                  |                  |                  |                |                |                |                |                |                |                |                |                |                |  |  |              |              |              |              |              |              |  |  |  |  |  |  |  |  |  |  |  |  |  |  |  |  |  |  |
| |  |  |  |                  |                  |                  |                  |                  |                  |                |                |                |                |                |                |                |                |                |                |  |  |              |              |              |              |              |              |  |  |  |  |  |  |  |  |  |  |  |  |  |  |  |  |  |  |
| |  |  |  |                  |                  |                  |                  | Conde Dooku      | Conde Dooku      | Conde Dooku    | Conde Dooku    | Conde Dooku    | Conde Dooku    |                |                |                |                |                |                |  |  | Mace Windu   | Mace Windu   | Mace Windu   | Mace Windu   | Mace Windu   | Mace Windu   |  |  |  |  |  |  |  |  |  |  |  |  |  |  |  |  |  |  |
| |  |  |  |                  |                  |                  |                  | Conde Dooku      | Conde Dooku      | Conde Dooku    | Conde Dooku    | Conde Dooku    | Conde Dooku    |                |                |                |                |                |                |  |  | Mace Windu   | Mace Windu   | Mace Windu   | Mace Windu   | Mace Windu   | Mace Windu   |  |  |  |  |  |  |  |  |  |  |  |  |  |  |  |  |  |  |
| |  |  |  |                  |                  |                  |                  |                  |                  |                |                |                |                |                |                |                |                |                |                |  |  |              |              |              |              |              |              |  |  |  |  |  |  |  |  |  |  |  |  |  |  |  |  |  |  |
| |  |  |  |                  |                  |                  |                  | Qui-Gon Jinn     | Qui-Gon Jinn     | Qui-Gon Jinn   | Qui-Gon Jinn   | Qui-Gon Jinn   | Qui-Gon Jinn   |                |                |                |                |                |                |  |  | Depa Billaba | Depa Billaba | Depa Billaba | Depa Billaba | Depa Billaba | Depa Billaba |  |  |  |  |  |  |  |  |  |  |  |  |  |  |  |  |  |  |
| Iniciados |  |  |  |                  |                  |                  |                  | Qui-Gon Jinn     | Qui-Gon Jinn     | Qui-Gon Jinn   | Qui-Gon Jinn   | Qui-Gon Jinn   | Qui-Gon Jinn   |                |                |                |                |                |                |  |  | Depa Billaba | Depa Billaba | Depa Billaba | Depa Billaba | Depa Billaba | Depa Billaba |  |  |  |  |  |  |  |  |  |  |  |  |  |  |  |  |  |  |
| |  |  |  |                  |                  |                  |                  |                  |                  |                |                |                |                |                |                |                |                |                |                |  |  |              |              |              |              |              |              |  |  |  |  |  |  |  |  |  |  |  |  |  |  |  |  |  |  |
| |  |  |  |                  |                  |                  |                  | Obi-Wan Kenobi   | Obi-Wan Kenobi   | Obi-Wan Kenobi | Obi-Wan Kenobi | Obi-Wan Kenobi | Obi-Wan Kenobi |                |                |                |                |                |                |  |  | Kanan Jarrus | Kanan Jarrus | Kanan Jarrus | Kanan Jarrus | Kanan Jarrus | Kanan Jarrus |  |  |  |  |  |  |  |  |  |  |  |  |  |  |  |  |  |  |
| |  |  |  |                  |                  |                  |                  | Obi-Wan Kenobi   | Obi-Wan Kenobi   | Obi-Wan Kenobi | Obi-Wan Kenobi | Obi-Wan Kenobi | Obi-Wan Kenobi |                |                |                |                |                |                |  |  | Kanan Jarrus | Kanan Jarrus | Kanan Jarrus | Kanan Jarrus | Kanan Jarrus | Kanan Jarrus |  |  |  |  |  |  |  |  |  |  |  |  |  |  |  |  |  |  |
| |  |  |  |                  |                  |                  |                  |                  |                  |                |                |                |                |                |                |                |                |                |                |  |  |              |              |              |              |              |              |  |  |  |  |  |  |  |  |  |  |  |  |  |  |  |  |  |  |
| |  |  |  | Anakin Skywalker | Anakin Skywalker | Anakin Skywalker | Anakin Skywalker | Anakin Skywalker | Anakin Skywalker |                |                |                |                | Luke Skywalker | Luke Skywalker | Luke Skywalker | Luke Skywalker | Luke Skywalker | Luke Skywalker |  |  | Ezra Bridger | Ezra Bridger | Ezra Bridger | Ezra Bridger | Ezra Bridger | Ezra Bridger |  |  |  |  |  |  |  |  |  |  |  |  |  |  |  |  |  |  |
| |  |  |  | Anakin Skywalker | Anakin Skywalker | Anakin Skywalker | Anakin Skywalker | Anakin Skywalker | Anakin Skywalker |                |                |                |                | Luke Skywalker | Luke Skywalker | Luke Skywalker | Luke Skywalker | Luke Skywalker | Luke Skywalker |  |  | Ezra Bridger | Ezra Bridger | Ezra Bridger | Ezra Bridger | Ezra Bridger | Ezra Bridger |  |  |  |  |  |  |  |  |  |  |  |  |  |  |  |  |  |  |
| |  |  |  |                  |                  |                  |                  |                  |                  |                |                |                |                |                |                |                |                |                |                |  |  |              |              |              |              |              |              |  |  |  |  |  |  |  |  |  |  |  |  |  |  |  |  |  |  |
| |  |  |  | Ahsoka Tano      | Ahsoka Tano      | Ahsoka Tano      | Ahsoka Tano      | Ahsoka Tano      | Ahsoka Tano      |                |                |                |                |                |                |                |                |                |                |  |  | Leia Organa  | Leia Organa  | Leia Organa  | Leia Organa  | Leia Organa  | Leia Organa  |  |  |  |  |  |  |  |  |  |  |  |  |  |  |  |  |  |  |
| |  |  |  | Ahsoka Tano      | Ahsoka Tano      | Ahsoka Tano      | Ahsoka Tano      | Ahsoka Tano      | Ahsoka Tano      |                |                |                |                |                |                |                |                |                |                |  |  | Leia Organa  | Leia Organa  | Leia Organa  | Leia Organa  | Leia Organa  | Leia Organa  |  |  |  |  |  |  |  |  |  |  |  |  |  |  |  |  |  |  |
| |  |  |  |                  |                  |                  |                  |                  |                  |                |                |                |                |                |                |                |                |                |                |  |  |              |              |              |              |              |              |  |  |  |  |  |  |  |  |  |  |  |  |  |  |  |  |  |  |
| |  |  |  | Sabine Wren      | Sabine Wren      | Sabine Wren      | Sabine Wren      | Sabine Wren      | Sabine Wren      |                |                |                |                | Ben Solo       | Ben Solo       | Ben Solo       | Ben Solo       | Ben Solo       | Ben Solo       |  |  | Rey          | Rey          | Rey          | Rey          | Rey          | Rey          |  |  |  |  |  |  |  |  |  |  |  |  |  |  |  |  |  |  |
| |  |  |  | Sabine Wren      | Sabine Wren      | Sabine Wren      | Sabine Wren      | Sabine Wren      | Sabine Wren      |                |                |                |                | Ben Solo       | Ben Solo       | Ben Solo       | Ben Solo       | Ben Solo       | Ben Solo       |  |  | Rey          | Rey          | Rey          | Rey          | Rey          | Rey          |  |  |  |  |  |  |  |  |  |  |  |  |  |  |  |  |  |  |
| |  |  |  |                  |                  |                  |                  |                  |                  |                |                |                |                |                |                |                |                |                |                |  |  |              |              |              |              |              |              |  |  |  |  |  |  |  |  |  |  |  |  |  |  |  |  |  |  |
| |  |  |  |                  |                  |                  |                  | Din Grogu        |                  |                |                |                |                |                |                |                |                |                |                |  |  |              |              |              |              |              |              |  |  |  |  |  |  |  |  |  |  |  |  |  |  |  |  |  |  |
| |  |  |  |                  |                  |                  |                  |                  |                  |                |                |                |                |                |                |                |                |                |                |  |  |              |              |              |              |              |              |  |  |  |  |  |  |  |  |  |  |  |  |  |  |  |  |  |  |

#### Yoda
Yoda fue un Gran Maestro Jedi sabio, experimentado y poderoso, proveniente de una especie desconocida, y el profeta conocido más antiguo (habiendo vivido al menos 900 años), considerado el Maestro Jedi más sabio y poderoso dentro del universo de Star Wars.

#### Mace Windu
Mace Windu fue un Maestro Jedi humano de la Orden y uno de los últimos miembros de los escalones superiores de la Orden antes de la caída de la República Galáctica.

#### Plo Koon
Plo Koon fue un Maestro Jedi de la raza Kel Dor que sirvió como General durante las Guerras Clon y fue miembro del Consejo Jedi. Koon lideró el Batallón de Asedio 442 en la Batalla de Cato Neimoidia, en la que fue derribado por sus propias tropas tras la ejecución de la Orden 66.

#### Kit Fisto
Kit Fisto fue un Maestro Jedi raza Nautolana que sirvió como miembro de la Orden Jedi durante las Guerras Clon. Durante el intento de arresto del Canciller Palpatine, Fisto fue asesinado por el Señor Sith en un duelo, dejando a Mace Windu enfrentarse solo al Canciller.

#### Conde Dooku
El Conde Dooku fue un Maestro Jedi humano entrenado por Yoda y mentor de Qui-Gon Jinn, quien más tarde se unió al lado oscuro y se convirtió en el Señor Sith Darth Tyranus. Es uno de los principales antagonistas de la trilogía de precuelas. Dooku lideró la guerra contra los Jedi y la República hasta su muerte a bordo de la nave del General Grievous en la Batalla de Coruscant a manos de Anakin Skywalker.

#### Qui-Gon Jinn
Qui-Gon Jinn fue un sabio Maestro Jedi humano, entrenado por el Conde Dooku y mentor de Obi-Wan Kenobi. A diferencia de otros Jedi más conservadores, Jinn valoraba vivir en el momento como la mejor manera de abrazar la Fuerza. Aunque otros Jedi lo respetaban mucho, a menudo se sentían desconcertados por sus creencias. A pesar de ser uno de los Jedi más sabios y poderosos, Jinn rechazó ocupar un puesto en el Consejo Jedi. Fue el primer Jedi en descubrir el regreso de los Sith tras un milenio, al ser atacado por Darth Maul durante una misión para proteger a la Reina Padmé Amidala de Naboo, y el primero en descubrir la habilidad de convertirse en un espíritu de la Fuerza tras la muerte, aun sin tener un cuerpo físico. Tras su muerte a manos de Darth Maul, Jinn guio tanto a Yoda como a Obi-Wan hacia la habilidad de convertirse en espíritus físicos de la Fuerza después de la muerte. En la serie de Disney+, Obi-Wan Kenobi, Jinn aparece como un espíritu de la Fuerza tras la derrota de Darth Vader ante Obi-Wan Kenobi en un duelo. Durante este encuentro, Jinn comulga con Kenobi antes de regresar a la Fuerza. En Star Wars: Episodio IX - El ascenso de Skywalker, Jinn aparece como una voz incorpórea junto a otros Jedi del pasado, empoderando a Rey para enfrentar a un rejuvenecido Darth Sidious.

#### Obi-Wan Kenobi
Obi-Wan Kenobi fue un Maestro Jedi humano que entrenó a Anakin Skywalker, a petición de su difunto maestro Qui-Gon Jinn, y más tarde a Luke Skywalker, hijo de Anakin, convirtiéndose en uno de los personajes principales de la franquicia de Star Wars. Habiendo luchado en las Guerras Clon, Obi-Wan demostró ser un estratega, duelista y espía hábil, ya que su estilo de liderazgo favorecía en gran medida el subterfugio y la desorientación mientras comandaba soldados clon o manejaba la Fuerza. Debido a su carisma y habilidades de persuasión, se le conoció como "El Negociador" durante las Guerras Clon. Obi-Wan ejemplifica mejor el Código Jedi: a pesar de la traición de Darth Vader y la muerte de su maestro a manos de su némesis, Darth Maul, Kenobi nunca se unió al lado oscuro. Como uno de los pocos sobrevivientes de la Orden 66 tras la transformación de la República Galáctica en el Imperio Galáctico, Kenobi se escondió en el planeta desértico Tatooine, vigilando al hijo de Anakin, Luke, sabiendo que algún día crecería para convertirse en Jedi y derrotar a Vader. En Obi-Wan Kenobi, mientras Kenobi se escondía en Tatooine, la hija del Senador Bail Organa, Leia Organa, fue capturada por orden de la Tercera Hermana. Obi-Wan fue enviado a rescatar a la princesa de diez años y, tras recuperarla en el planeta Daiyu, se vio obligado a enfrentarse en un duelo a su antiguo aprendiz Darth Vader en el planeta Mapuzo, antes de escapar. Leia Organa, quien fue encarcelada por la Tercera Hermana en el planeta Nur, es salvada por Kenobi una segunda vez antes de que ambos escapen al planeta Jabiim con la ayuda del Camino. Vader y Kenobi se enfrentan nuevamente tras el intento de escape de Obi-Wan del planeta, y Kenobi derrota a su antiguo aprendiz, permitiendo que Leia regrese con sus padres. Tras este evento, Qui-Gon Jinn aparece ante Kenobi como un espíritu de la Fuerza, tras años de intentos fallidos de Kenobi por comunicarse con el Maestro Jedi fallecido. Años más tarde, Obi-Wan Kenobi guía a Luke Skywalker en las artes Jedi, antes de morir a manos de su antiguo aprendiz a bordo de la Estrella de la Muerte, aunque continuó guiando a Luke como un espíritu de la Fuerza. En Star Wars: Episodio VII - El despertar de la Fuerza, la voz de Obi-Wan se escucha brevemente justo después de la visión de la Fuerza de Rey cuando entra en contacto con el sable de luz de Anakin. En Star Wars: Episodio IX - El ascenso de Skywalker, Obi-Wan aparece como una voz incorpórea junto a otros Jedi del pasado, empoderando a Rey para enfrentar a un rejuvenecido Darth Sidious.

#### Anakin Skywalker
Anakin Skywalker fue un Caballero Jedi humano, uno de los principales protagonistas de la trilogía de precuelas y el antagonista central de la trilogía original. Es el Elegido, nacido de la Fuerza. Fue aprendiz de Obi-Wan Kenobi y demostró ser un duelista y usuario de la Fuerza muy talentoso; a pesar de ser nombrado miembro del Alto Consejo Jedi a los 22 años, no se le otorgó el título de Maestro Jedi. Se casó en secreto con Padmé Amidala al inicio de las Guerras Clon y tuvo dos hijos, Luke Skywalker y Leia Organa. Fue al final seducido al lado oscuro por el Señor Sith Darth Sidious, y se convirtió en el Señor Sith Darth Vader, sirviendo al Imperio Galáctico. Mientras era miembro del Consejo Jedi, entrenó a su propia Padawan, Ahsoka Tano, durante las Guerras Clon. Vader fue finalmente redimido por su hijo en Star Wars: Episodio VI - El retorno del Jedi y dio su propia vida para salvar a Luke, matando a Sidious y trayendo el equilibrio a la Fuerza, cumpliendo así la profecía del Elegido. En Star Wars: Episodio IX - El ascenso de Skywalker, Anakin aparece como una voz incorpórea junto a otros Jedi del pasado, empoderando a Rey para enfrentar a un rejuvenecido Sidious.

#### Ahsoka Tano
Ahsoka Tano es una Padawan Jedi de la raza Togruta que fue descubierta en su mundo natal de Shili por el Maestro Jedi Plo Koon. Plo la llevó a Coruscant para entrenarla como Jedi. Ella en algún momento se convirtió en la aprendiz Padawan de Anakin Skywalker durante las Guerras Clon. Entre muchas campañas, Ahsoka se encontró asesorando a rebeldes en el planeta Onderon, incluyendo a Steela y Saw Gerrera, en su lucha contra la Confederación. Estos rebeldes al final formarían parte de la base de la Alianza para la Restauración de la República, una relación que más tarde le resultaría beneficiosa. Fue acusada de bombardear el hangar del Templo Jedi en Coruscant antes de limpiar su nombre con la ayuda de Anakin. Sin embargo, la respuesta del Consejo Jedi durante el calvario agrió su fe en la Orden, y Ahsoka abandonó la Orden para forjar su propio camino en la galaxia. Regresó brevemente al servicio de la República durante los últimos días de las Guerras Clon, cuando lideró parte de la Legión de Clones 501 en el asedio de Mandalore para capturar al Señor Sith Darth Maul, quien intentó advertirle que Anakin pronto se uniría al lado oscuro. Poco después de capturar a Maul, Ahsoka fue traicionada por sus soldados clon como parte de la Orden 66, pero logró escapar junto al Capitán Clon Capitán Rex (cuyo chip de control ella removió). Años más tarde, Ahsoka sirvió a la naciente Alianza Rebelde como maestro espía y jefe de su red de inteligencia, dirigiendo operaciones bajo el nombre en clave Fulcrum. Tras la Guerra Civil Galáctica, comenzó a buscar a Ezra Bridger y al Gran Almirante Thrawn, quienes habían desaparecido en las Regiones Desconocidas. Ahsoka es una de los pocos Jedi que sobrevivieron la era Imperial y vivieron la era de la Nueva República. Tras la caída del Imperio, Ahsoka tomó a Sabine Wren como su aprendiz. En Star Wars: Episodio IX - El ascenso de Skywalker, Ahsoka aparece solo como una voz junto a otros Jedi del pasado, empoderando a Rey para enfrentar a un rejuvenecido Darth Sidious.

#### Cal Kestis
Cal Kestis fue un Padawan Jedi humano y el protagonista principal de Star Wars Jedi: Fallen Order. Entrenado por Jaro Tapal, Cal presenció la muerte de su maestro durante la Orden 66, de la cual él mismo apenas logró sobrevivir. Durante la era Imperial, vivió en Bracca, trabajando como desguazador de naves y ocultando sus poderes de la Fuerza. Mientras desguazaba una nave, un accidente lo obligó a revelar sus habilidades de la Fuerza para salvar a un compañero de trabajo, exponiéndolo al Imperio, que envió a dos Inquisidores para cazarlo. Mientras huía, Cal fue rescatado por Cere Junda, una Caballero Jedi también en la clandestinidad, y trabajó con ella y otros aliados para encontrar un Holocrón Jedi que contenía una lista de niños sensibles a la Fuerza, que podría usarse para reconstruir la Orden Jedi. Una vez completada su misión, Cal decidió destruir el Holocrón, creyendo que era mejor para esos niños descubrir sus propios destinos.

#### Kanan Jarrus
Kanan Jarrus (nacido Caleb Dume) fue un Padawan Jedi humano que luchó por la Rebelión durante su formación. Introducido como personaje principal de la serie animada de televisión Star Wars Rebels, Jarrus era conocido por ser el líder de una pequeña célula rebelde llamada los Espectros, operando en el planeta Lothal. Como sobreviviente de la Orden 66, Jarrus se vio obligado a romper ciertas tradiciones Jedi para evitar ser detectado por las fuerzas Imperiales que continuaban su misión de eliminar a cualquier Jedi a la vista, como renunciar a las túnicas Jedi tradicionales o usar ocasionalmente un bláster, un arma típicamente rechazada por los Jedi. Aunque perdió a su maestra Depa Billaba por la Orden 66 antes de poder ascender en los rangos de la Orden Jedi, se le encargó entrenar al joven sensible a la Fuerza Ezra Bridger a lo largo de su eventual servicio a la Rebelión más grande. Finalmente, Jarrus murió para salvar a sus amigos, en particular a Hera Syndulla, quien más tarde dio a luz a su hijo, Jacen Syndulla. En Star Wars: Episodio IX - El ascenso de Skywalker, Kanan Jarrus aparece como una voz incorpórea junto a otros Jedi del pasado, empoderando a Rey para enfrentar a un rejuvenecido Darth Sidious.

#### Ezra Bridger
Ezra Bridger es un Padawan Jedi humano que nació en el planeta Lothal el mismo día en que se estableció el Imperio Galáctico. Presenció muchas injusticias de la ocupación Imperial en su mundo natal durante gran parte de su infancia y fue separado de sus padres desde muy temprana edad. Pudo sobrevivir solo usando su astucia callejera y habilidades, pero fue descubierto por Kanan Jarrus por tener un potencial de sensibilidad a la Fuerza después de encontrarse con los Espectros por primera vez. Tras demostrar que podía ser parte de un equipo durante una operación de rescate, lo reclutaron, y Jarrus comenzó a entrenarlo en los caminos del Jedi, siendo él mismo aún un Padawan Jedi. Bridger tardó mucho en aprender a manejar un sable de luz lo suficiente como para desviar disparos de bláster, y mientras tanto, modificó el sable para disparar descargas aturdidoras. Ezra no era muy hábil en los duelos con sable de luz contra los Inquisidores y Darth Vader, pero más tarde descubrió su capacidad única de utilizar la Fuerza para controlar y comandar animales, una habilidad que le resultó de gran utilidad en varias ocasiones durante su servicio en la Rebelión. Desapareció en combate durante la batalla para liberar Lothal de la ocupación Imperial, donde derrotó con éxito al Gran Almirante Thrawn, considerado por muchos como el mejor táctico del Imperio.

#### Luke Skywalker
Luke Skywalker fue un Caballero Jedi humano (más tarde Maestro) y el protagonista de la trilogía original. Como el último Padawan de Obi-Wan Kenobi, Luke se convirtió en una figura importante en la lucha de la Alianza Rebelde contra el Imperio Galáctico. Luke era heredero de una familia profundamente arraigada en la Fuerza, siendo el hermano gemelo de la líder de la Rebelión, la Princesa Leia Organa del planeta Alderaan, el hijo de la antigua Reina de Naboo y Senadora de la República Padmé Amidala y del Jedi convertido en Señor Sith Darth Vader (Anakin Skywalker), y el tío materno de Ben Solo. Tras redimir a su padre del lado oscuro de la Fuerza, quien murió matando a su maestro y último Sith, Darth Sidious, para salvarle, Luke se propuso entrenar a una nueva generación de Jedi para reconstruir la Orden. Sin embargo, la nueva Orden fue aniquilada por Líder Supremo Snoke, una marioneta creada por un Sidious revivido, quien también atrajo a Ben al lado oscuro y le empujó a adoptar la personalidad de Kylo Ren. Skywalker luego pasó el resto de su vida en exilio en Ahch-To, la sede original de la Orden Jedi, culpándose por la conversión de Ben y la destrucción de su Orden, hasta que fue encontrado por Rey, la última Jedi y la nieta secreta de Sidious, a quien entrenó de mala gana en las artes Jedi. Poco después, Luke dio su vida para distraer a Kylo Ren, ahora Líder Supremo de la Primera Orden, en el planeta Crait a través de una Proyección de la Fuerza, permitiendo que la Resistencia escapara. Cuando Rey descubrió su linaje y se exilió en Ahch-To por miedo a caer al lado oscuro, Luke apareció ante ella como un espíritu de la Fuerza y la animó a enfrentar al Emperador. Junto con los espíritus de otros Jedi pasados, Luke empoderó a Rey durante su enfrentamiento final con Sidious, que marcó la derrota definitiva de los Sith. Más tarde, él y Leia dieron su bendición a Rey para adoptar el apellido Skywalker y continuar con el legado de su familia.

#### Leia Organa
Leia Organa fue la hija de Anakin Skywalker y Padmé Amidala, la hermana gemela de Luke Skywalker, y uno de los personajes principales de las trilogías original y de las secuelas. Aunque era sensible a la Fuerza, no fue consciente de su conexión con ella o con su linaje hasta mucho después, enfocándose en cambio en una carrera como senadora y, en secreto, como líder de la Alianza Rebelde. Como se ve en Star Wars: Episodio IX - El ascenso de Skywalker, Leia comenzó a entrenarse como Jedi bajo la tutela de su hermano poco después de Star Wars: Episodio VI - El retorno del Jedi, pero abandonó su entrenamiento cuando tuvo una visión de que resultaría en la muerte de su hijo aún no nacido. Décadas después, mientras lideraba la Resistencia contra la Primera Orden, Leia también guio brevemente a Rey en los caminos de la Fuerza, a pesar de su conocimiento limitado al respecto. Finalmente, Leia dio su vida para redimir a su hijo, Ben Solo, quien se había unido al lado oscuro, y se convirtió en uno con la Fuerza. Más tarde, ella y Luke dieron su bendición a Rey para adoptar el apellido Skywalker y continuar con el legado de su familia.

#### Grogu
Grogu fue un Iniciado Jedi de la misma especie que Yoda, que apareció por primera vez en The Mandalorian. Criado en el Templo Jedi en Coruscant durante las Guerras Clon, fue rescatado por el Maestro Jedi Kelleran Beq durante la Gran Purga Jedi y escondido por su propia seguridad. Décadas más tarde, el Grogu de 50 años pero aún en estado infantil sería perseguido por un remanente del Imperio Galáctico debido a su conexión con la Fuerza, pero el caza-recompensas mandaloriano Din Djarin lo encontró y adoptó, y trató de reunirlo con los Jedi. Cuando Grogu fue finalmente capturado por el remanente Imperial de Moff Gideon, Djarin organizó un rescate, que habría sido infructuoso de no ser por la llegada de Luke Skywalker (a quien Grogu había contactado previamente a través de la Fuerza). Con la aprobación de Djarin, Luke llevó a Grogu consigo para que el niño pudiera ser entrenado como Jedi. Aunque Grogu entrenó brevemente con Luke, mostró signos de no estar completamente comprometido con el camino Jedi y, en cambio, deseaba estar con Djarin, lo que llevó a Luke a dudar de sus habilidades como maestro, como se ve en The Book of Boba Fett. Tras hablar con Ahsoka Tano, Luke decidió dejar que Grogu eligiera su propio destino, y el pequeño finalmente regresó con Djarin como su aprendiz Mandaloriano.

#### Ben Solo
Ben Solo fue un Padawan Jedi humano y el antagonista central de la trilogía de secuelas. Era el hijo del contrabandista y General de la Alianza Rebelde Han Solo y de la líder de la Rebelión, la Princesa Leia Organa, y el sobrino del Maestro Jedi Luke Skywalker, habiendo nacido poco después de la derrota del Imperio Galáctico. Como parte de la nueva generación de Jedi de su tío, Ben entrenó bajo su tutela, pero fue al final seducido al lado oscuro por el Líder Supremo Snoke, una marioneta creada por un Darth Sidious revivido, el último Sith, y buscó convertirse en un Señor Sith, tan poderoso como su difunto abuelo materno, Darth Vader (Anakin Skywalker). Tras la destrucción de la Nueva Orden Jedi de Luke, Ben adoptó la personalidad de Kylo Ren y se convirtió en un jefe militar de la Primera Orden, así como el líder de los Caballeros de Ren, una organización integrada por otros que, al igual que Ren, eran capaces de manejar la Fuerza. Posteriormente mató a su padre cuando éste intentó redimirlo, aunque sin éxito, y formó una conexión única con Rey (la última Jedi y la nieta secreta de Sidious) llamada una "díada de la Fuerza". Tras matar a Snoke, Kylo asumió el puesto de Líder Supremo de la Primera Orden, hasta que finalmente fue redimido por su madre y Rey, y ayudó a Rey a enfrentar a Sidious, dando su propia vida para salvar la de ella.

#### Rey Skywalker
Rey fue una Padawan Jedi humana y la protagonista de la trilogía de secuelas. Es la nieta paterna de Sheev Palpatine (Darth Sidious), el último Señor Sith sobreviviente, y nació en los años posteriores a la derrota del Imperio Galáctico. Abandonada a una edad temprana por sus padres (para mantenerla a salvo) en el planeta desértico de Jakku, Rey se involucró en el conflicto entre la Resistencia y la Primera Orden, y formó una conexión única con Kylo Ren (Ben Solo), llamada una "díada de la Fuerza". Fue entrenada brevemente por Luke Skywalker y, tras su muerte, continuó su entrenamiento Jedi bajo la guía de su hermana y líder de la Resistencia, Leia Organa, así como de los antiguos textos Jedi. Rey finalmente descubrió su linaje y, con la ayuda de un Ben Solo redimido y los espíritus de los Jedi pasados, enfrentó a un Sidious revivido, finalmente matándolo y acabando con los Sith de una vez por todas, trayendo así el equilibrio de nuevo a la Fuerza.

### Organizaciones sensibles a la Fuerza
No todo usuario del "lado oscuro" es un Sith; ni todo usuario del "lado luminoso" es un Jedi. Dentro del Universo expandido de Star Wars, personas de todas las especies han demostrado diversos poderes y habilidades "sensibles a la Fuerza". Estos "adeptos de la fuerza" a menudo se presentan con poco o ningún entrenamiento formal Jedi en la Fuerza, originándose en planetas primitivos.

#### La Organización Sith

##### Adepto del lado oscuro
Un adepto del lado oscuro es alguien con el poder de usar el lado oscuro de la Fuerza fuera de las tradiciones de los Jedi o los Sith. A menudo estaban inmersos en el conocimiento del lado oscuro y se oponían a aquellos que usaban el lado luminoso, como los Jedi. Aunque todos los Sith eran técnicamente adeptos del lado oscuro, individuos no Sith como Asajj Ventress, Kylo Ren y el Gran Inquisidor también se consideraban adeptos del lado oscuro. Los adeptos del lado oscuro fueron mencionados de pasada en la novela canónica de James Luceno Tarkin.

#### Adeptos de la Fuerza sin afiliación
El Bendu, presentado en el episodio de la tercera temporada de Star Wars Rebels "Caminando hacia las sombras", es un individuo sensible a la Fuerza que residía en el remoto planeta de Atollon y representa el "centro" de la Fuerza, entre el lado luminoso y el lado oscuro. Cuando es encontrado por primera vez por Kanan Jarrus, el Bendu declara que «los Jedi y los Sith manejan el Ashla y el Bogan. La luz y la oscuridad. Yo soy el que está en el medio. El Bendu...». Se le representa como alguien que busca el equilibrio, y se le ha comparado con Tom Bombadil de El Señor de los Anillos. El término "Bendu" apareció por primera vez en el guion original de Star Wars como el nombre de los Caballeros Jedi, los "Jedi-Bendu".

## Descripción

### El Código Jedi
El Código Jedi era un conjunto de reglas que gobernaban el comportamiento de la Orden Jedi. Enseñaba a sus seguidores a no ceder a sentimientos de ira hacia otras formas de vida, lo que les ayudaría a resistir el miedo y evitar caer al lado oscuro de la Fuerza.

El Código:

No hay emoción, hay paz.
No hay ignorancia, hay conocimiento.
No hay pasión, hay serenidad.
No hay caos, hay armonía.
No hay muerte, existe la Fuerza.
El Código Jedi

### Los Cuatro Consejos
Las Cuatro Ramas del Consejo Jedi son instituciones ficticias del universo de Star Wars. Estos sirven a la Orden Jedi como un cuerpo administrativo organizado que proporciona los servicios auxiliares y de apoyo necesarios que sostienen y gobiernan las academias, templos, intereses y organizaciones de la Orden.

#### Alto Consejo Jedi
El Alto Consejo Jedi es el principal liderazgo eclesiástico de la Orden Jedi con poderes legislativos y ejecutivos. El Alto Consejo Jedi está compuesto por algunos de los miembros más fuertes, sabios y experimentados de la Orden Jedi, que son elegidos para liderar a los Jedi. El Alto Consejo Jedi tiene doce miembros en cualquier momento dado: cinco miembros que sirven de por vida, cuatro miembros que sirven a largo plazo y tres miembros que sirven por un tiempo limitado. Sifo-Dyas ocupó un puesto en el Consejo hasta que sus opiniones extremistas con respecto a una guerra que él anticipaba provocaron su destitución. Otros miembros más antiguos incluyen a Jor Aerith, Tera Sinuba y Yula Braylon.
En Jedi: Fallen Order - Dark Temple (que se establece un tiempo desconocido antes de Star Wars: Episodio I – La amenaza fantasma), el Consejo Jedi incluye a Yoda, Mace Windu, Eeth Koth, Yarael Poof, Poli Dapatian y Jocasta Nu. En Master & Apprentice, ambientada siete años antes de La amenaza fantasma, el consejo incluye a Yoda, Mace Windu, Depa Billaba, Poli Dapatian (quien está en proceso de retirarse), Eeth Koth y Saesee Tiin.
En los últimos días antes del fin de las Guerras Clon y la exterminación de la Orden Jedi, el Consejo estaba compuesto por los siguientes miembros:
- Yoda
- Mace Windu
- Plo Koon
- Stass Allie
- Shaak Ti
- Kit Fisto
- Saesee Tiin
- Coleman Kcaj
- Anakin Skywalker
- Agen Kolar
- Obi-Wan Kenobi
- Ki-Adi-Mundi

#### Consejo de Primer Conocimiento
El Consejo de Primer Conocimiento administraba la academia basada en el Templo y su plan de estudios, y financiaba la investigación científica de los académicos. Con este fin, el Consejo custodiaba y mantenía los Archivos del Templo y sus bóvedas de Holocrones, así como el programa "Sombra" en el Templo Jedi: Centinelas Jedi encargados de cazar artefactos Sith.

#### Consejo de Reconciliación
El Consejo de Reconciliación trataba con el Senado Galáctico y el Cuerpo Diplomático de la República para ayudar a lograr resoluciones diplomáticas a conflictos y terminar con enfrentamientos políticos. La "primera cara" de la República presentada a los mundos interesados en unirse a la República, este consejo enviaba diplomáticos y embajadores Jedi para moderar debates y negociar tratados.

#### Consejo de Reasignación
El Consejo de Reasignación administró el Cuerpo de Servicio Jedi y cada uno de sus consejos filiales. Al organizar el trabajo para los Iniciados que fracasaban en la academia y los Caballeros con talentos especiales, el Consejo de Reasignación supervisaba las misiones y asignaciones de esta rama.

### Rangos de autoridad y progreso educativo
Cada Jedi, independientemente de su especie o mundo natal, es entrenado para su carrera en la Academia Jedi. La entrada se determina mediante exámenes rigurosos y pruebas psicológicas. Cuando los Centinelas Jedi, conocidos como "Buscadores", descubren o prueban a un candidato "sensible a la Fuerza" adecuado, este es llevado a la Academia Jedi a la edad de 5 años (para humanos; varía según la especie y los años calendario arbitrarios) con el permiso de los padres. Los programas de educación Jedi se consideran prestigiosos, ya que la mayoría de los padres suelen mostrarse felices u orgullosos de la oportunidad que se les brinda a sus hijos, quienes probablemente nunca hubieran podido acceder a una educación. Sin embargo, la mayoría de los padres también suelen estar tristes porque saben que es poco probable que vuelvan a ver a su hijo antes de la edad adulta.
Técnicamente, los miembros Jedi podían abandonar la Orden cuando quisieran, pero la mayoría de estos niños eran esencialmente huérfanos. Debido a que fueron separados de su familia a una edad tan temprana, estaban desapegados, siendo indoctrinados en el estilo de vida Jedi a través de un sistema estructurado. Los Archivos Jedi contienen registros de cada niño conocido sensible a la Fuerza; Yoda destruyó estos registros durante la Purga Jedi, antes de que Darth Vader asaltara el Templo Jedi, para proteger a estos niños de ser explotados por los Sith.
Los miembros de la Orden progresan a través de cuatro etapas educativas, a veces referidas como niveles:

#### Iniciado
La iniciación es la primera parte del entrenamiento Jedi. Los Iniciados son orientados por Maestros Jedi en el control rudimentario de la Fuerza y técnicas básicas de autodefensa.
La mayoría de los Iniciados eran típicamente younglings (un niño Jedi en entrenamiento), recibiendo una educación de primera clase desde temprana edad. Los primeros diez años del entrenamiento de un niño Jedi exigen segregación de distracciones externas y están deliberadamente diseñados para reforzar el desapego de las emociones terrenales, incluyendo la lealtad o el amor por sus padres. A los Iniciados se les enseña a abandonar el ego y que la disciplina, el desapego y la veracidad conducirán a la armonía con la Fuerza. Es por esto que Yoda inicialmente se negó a aceptar tanto a Anakin como a Luke Skywalker por ser "demasiado mayores para el entrenamiento".

Abandona el ego. Libera todos tus apegos terrenales; suelta todo lo que has llegado a amar... Entrégate.
Yoda, en El ataque de los clones

Los niños Jedi fueron representados entrenando bajo las órdenes del Maestro Jedi Yoda en una escena de El ataque de los clones y escondiéndose durante el asalto al Templo Jedi en La venganza de los Sith antes de ser asesinados fuera de pantalla por Anakin Skywalker (como el recién bautizado Darth Vader).
El arco narrativo "Jóvenes Jedi" y el episodio "El camino del Jedi" exploraron la tradición Jedi llamada "La Reunión," donde los iniciados viajaban a las "Cuevas de Cristal" de Ilum para recolectar cristales kyber, que usarían para construir sus primeros sables de luz. Los cristales estaban sintonizados con cada Jedi individual y carecían de color. La Fuerza hablaba a cada uno de los pequeños a través de sus cristales. Para encontrar su cristal, cada iniciado tenía que aprender una lección: coraje, esperanza, paciencia, confianza, confianza en sí mismo y desapego.

#### Padawan
Un Iniciado que completa con éxito el "entrenamiento fundamental" recibe una educación de segunda clase y luego se somete al entrenamiento de Padawan bajo la tutela de un Mentor (generalmente un Caballero Jedi o Maestro Jedi). También se les llama "Aprendices" y "Aprendices Padawan". En la Antigua República, los Padawans usualmente llevaban una trenza de cabello o una cuerda de cuentas (para especies sin cabello) en el lado derecho de su cabeza, que era cortada con un sable de luz por el Gran Maestro Jedi al alcanzar el rango de caballero. También sirvieron como Comandantes en las Guerras Clon.

#### Caballero
Disciplinados y experimentados, los Caballeros Jedi lo son solo cuando han completado "las pruebas" (exámenes finales) y se gradúan oficialmente, siendo elegibles para cursos avanzados especializados, y pueden continuar persiguiendo una educación de tercera clase para obtener el equivalente a una habilitación o doctorado postdoctoral. Como el rango más común y numeroso, los Caballeros son jóvenes oficiales ansiosos por viajar por la galaxia, obtener nuevas experiencias y servir a la República; por lo tanto, los Caballeros son frecuentemente "la cara" de la Orden, con todos los Jedi erróneamente referidos por el público general como Caballeros, y el rango se refiere indistintamente como "Jedi", "Caballero Jedi" y "Maestro Jedi" (aunque este último es un honorífico usado solo por Iniciados y Padawans al dirigirse a Caballeros Jedi o superiores).
Las cinco pruebas son usualmente conocidas como Prueba de Habilidad, la Prueba de Coraje, la Prueba de la Carne, la Prueba del Espíritu y la Prueba de Percepción (o Conocimiento). En El retorno del Jedi, el Maestro Yoda le da a su aprendiz, Luke Skywalker, la prueba de enfrentarse a Darth Vader por segunda vez para que pueda convertirse en un Caballero de pleno derecho. Ocasionalmente, realizar un acto extraordinario (usualmente heroico) puede otorgar a un aprendiz Padawan el estatus de Jedi, como cuando Obi-Wan Kenobi derrota al Señor Sith, Darth Maul. En la época de las películas de la Saga Skywalker, las "clases de batalla" distintas no eran necesarias ya que la República no había visto una guerra en más de mil años, y el título de Caballero volvía a ser simplemente un rango.

#### Maestro
El título de Maestro Jedi se otorga a los miembros más poderosos de la Orden Jedi. Los Maestros son considerados entre los polímatas más destacados y reconocidos en la galaxia de Star Wars; generalmente, estos han renunciado a las formas errantes de la caballería y en cambio aplican sus años de sabiduría y experiencia adquiridos a actividades meditativas, administrativas y educativas. Tras completar la educación vocacional o educación de posgrado, un Caballero Jedi se convierte en Maestro Jedi tras entrenar con éxito a varios aprendices Padawan para que alcancen el rango de Caballero, como cuando Obi-Wan Kenobi se convirtió en Maestro Jedi después de entrenar exitosamente a Anakin Skywalker hasta el punto en que pudo completar las pruebas y convertirse en Caballero Jedi. Aunque este es el método más común, hay otras formas de alcanzar el rango. Algunos Maestros Jedi incluyen a Obi-Wan Kenobi, Qui-Gon Jinn y Yoda.

### Especializaciones y ocupaciones
Varias carreras, ocupaciones, rangos y títulos estaban disponibles para todos los Jedi. Tras la ascensión de un Padawan al estatus de "Caballería", un Jedi perseguía una educación superior o entrenamiento vocacional en un campo de experiencia, escogiendo una carrera basada en preferencias, talentos personales y habilidades. Antes de la Gran Purga Jedi, existían numerosas divisiones en toda la orden, pero la mayoría del personal está representado dentro de las tres divisiones de la orden: la Orden Guardián, la Orden Consular o la Orden Centinela. Además de su especialización, en tiempos de guerra, el Alto Consejo podía exigir que los miembros de la Orden asumieran rangos militares para defender a la República.

#### Jerarquía
- Gran Maestro de la Orden Jedi: El Gran Maestro es el más antiguo, el más experimentado, el más destacado y el mejor entrenado de todos los Jedi. Un Gran Maestro es votado unánimemente por el Alto Consejo Jedi. El Gran Maestro sirve como figura representativa de la organización, encargándose de los deberes ceremoniales y dictando las políticas generales de la organización mientras proporciona dirección y guía a toda la Orden Jedi. Yoda y Luke Skywalker fueron Grandes Maestros Jedi.
- Bibliotecario Jefe de los Archivos Jedi: El supervisor de los Archivos Jedi, la Bóveda de Holocrones, la Asamblea de Bibliotecarios y el Cuerpo Educativo. Solo superado por el Gran Maestro en importancia administrativa, el Bibliotecario Jefe trabajaba de cerca con el Consejo de Primer Conocimiento. Alrededor de la época de las Guerras Clon, el Bibliotecario Jefe era la anciana Maestra Jedi Jocasta Nu.
- Maestro Jefe del Alto Consejo Jedi (o "Maestro de la Orden"): El Maestro Jefe del Alto Consejo es elegido por el Alto Consejo Jedi,[38] que efectivamente actúa como presidente, Jefe de personal y director de operaciones. Sus principales responsabilidades incluyen: presidir las reuniones del Alto Consejo del grupo reunido, conducir los negocios Jedi de manera ordenada, gestionar los detalles ejecutivos de la administración diaria de la Orden Jedi, actuar como representante o portavoz ante el Senado Galáctico, y servir como el socio menor del Gran Maestro. El Maestro Jedi Mace Windu ocupó este puesto en la época de las Guerras Clon.
- General Jedi: Un título otorgado a aquellos con roles de mando en el Gran Ejército de la República durante las Guerras Clon.
- Comandante Jedi: Este título fue otorgado a los Padawans Jedi bajo el liderazgo de Caballeros Jedi y Maestros Jedi con sus roles como Generales Jedi en el Gran Ejército de la República durante las Guerras Clon.

#### Divisiones
- Guardián Jedi: Los Guardianes Jedi son la clase guerrera vigilante, siendo los más comunes y numerosos entre los Jedi, fácilmente identificados por sus sables de luz azules. Se enfocaban en todos los aspectos del combate y la destreza militar como una extensión de su ser, y se entrenaban en combinar y perfeccionar sus habilidades atléticas, de aviación y artes marciales con el dominio de la Fuerza. Las habilidades de la Fuerza estudiadas por los Guardianes eran típicamente aquellas utilizadas para desarmar rápidamente a un oponente y mejorar la agilidad y la resistencia. Muchos estaban estacionados en agencias de seguridad de gobiernos planetarios o sectoriales de la República, donde trabajaban como pacificadores especiales y agentes de la ley, ayudando a sofocar disturbios y capturar terroristas. Los Guardianes Jedi de más alto rango estaban estacionados en las academias Jedi como instructores encargados de transmitir su experiencia a los jóvenes estudiantes de la Orden. Aquellos Jedi que dominaban las técnicas de combate con sable de luz (como Mace Windu) eran apodados Maestros de Armas y estaban entre los mayores guerreros de la Orden.
- Cónsul Jedi: Los Cónsules Jedi son la clase erudita contemplativa, fácilmente identificados por sus sables de luz verdes. Eran pensadores profundos y filósofos dedicados a los aspectos mentales de la Fuerza, estudiaban los funcionamientos internos más amplios de la Fuerza detrás de escena, se enfocaban en un mayor dominio de la Fuerza, el perfeccionamiento de las facultades mentales y blandían un sable de luz solo para la autodefensa. Supervisados por el Consejo de Reconciliación, los Cónsules Jedi eran a menudo llamados para actuar como asesores imparciales, diplomáticos y árbitros. La mayoría de los Cónsules se especializaban como historiadores, archivistas, bibliotecarios, arqueólogos, geólogos, biólogos, matemáticos y astrónomos; contribuían al crecimiento y preservación de los Archivos Jedi como "Guardianes del Conocimiento" dirigidos por la Asamblea de Bibliotecarios. Algunos Cónsules trabajaban de cerca con los burócratas de la República para asistir en la recepción de gobiernos no alineados y ayudarlos a unirse a la República, y tenían la autoridad para negociar un compromiso o tratado durante negociaciones tensas, respaldados por el pleno apoyo del Senado y la Orden Jedi. Algunos Cónsules se unían al Círculo de Sanadores Jedi (con sede en las Salas de Curación del Templo de Coruscant) y se enfocaban en los aspectos médicos y humanitarios de la Fuerza, manipulando la Fuerza Viva para realizar el arte de la curación. Aquellos Jedi específicamente predispuestos a recibir visiones a través de la Fuerza eran conocidos como "Videntes", manteniendo y actualizando los holocrones de la Orden; los más perceptivos de estos Jedi (como Yoda) eran conocidos como Profetas y predecían el futuro de la galaxia.
- Centinela Jedi: Los Centinelas Jedi son la clase técnica pragmática, fácilmente identificados por sus sables de luz amarillos. Mezclaban múltiples escuelas de enseñanza, las amplificaban con una serie de habilidades no relacionadas con la Fuerza y se enfocaban en talentos interdisciplinarios diversos que no solían asociarse con los Jedi. Los Centinelas aplicaban sus habilidades de la Fuerza como ingenieros, técnicos, expertos en inteligencia y seguridad. Curiosamente, se mantenían alejados del Templo Jedi, prefiriendo llevar a cabo sus asuntos dentro de comunidades a lo largo de la galaxia. La mayoría de los Centinelas tendían a adoptar un enfoque intermedio para los problemas, estando estacionados en numerosas ubicaciones durante décadas para servir como oficiales de enlace entre el sistema o sector y la República. Los Centinelas más leales se unían a la anónima "Guardia del Templo Jedi", encargada de proteger el Templo Jedi; tal dedicación exigía no tener relaciones emocionales ni identidad. Algunos Centinelas ayudaban a la policía como detectives mediante el uso de la Fuerza. Dado que la ley de la República requería que todos los recién nacidos se sometieran a pruebas de "sensibilidad a la Fuerza", los Centinelas que trabajaban como miembros de la División de Adquisición de la Orden rastreaban e identificaban rutinariamente a niños sensibles a la Fuerza para evaluar si cumplían con los requisitos para recibir entrenamiento en la Orden Jedi. Los Centinelas más elitistas se convertían en "Sombras" o "Vigilantes": la policía secreta Jedi que trabajaba bajo la supervisión del Consejo de Primer Conocimiento para destruir todos los remanentes de los Sith.

#### Recursos y tecnología
En el universo de Star Wars, los Jedi suelen ser representados usando túnicas simples y llevando equipo de campo especializado para sus misiones. Sus estilos de vida filosóficos reflejan los de los votos religiosos y consejos evangélicos del mundo real, ya que sus posesiones personales son proporcionadas exclusivamente por la Orden Jedi y están destinadas únicamente a permitir la autosuficiencia.

##### Armas
El instrumento más notable manejado por un Jedi es el sable de luz. Tanto los Jedi como los Sith usan sables de luz, aunque los primeros los consideran una herramienta, mientras que los segundos, un arma. Los sables de luz de los Jedi emiten colores fríos, usualmente hojas azules o verdes (a veces amarillas o púrpuras, como se ve en el caso de Mace Windu), mientras que los Sith emiten colores cálidos (rojos). Los sables de luz pueden ser de muchos colores diferentes dependiendo del cristal interno y reflejan el perfil psicológico de los portadores. La mayoría de los Jedi usan cristales formados naturalmente, que frecuentemente varían entre azul, verde y amarillo; mientras que los Sith tienden a usar cristales corruptos o sintéticos, que usualmente son rojos.
Aunque raros, los sables de luz en forma de lanza, látigo y de múltiples hojas pueden existir, especialmente entre los Sith, como el sable de luz de doble hoja de Darth Maul, los de doble hoja/rotatorios de los Inquisidores, o el de guardia cruzada de Kylo Ren (debido a un cristal kyber agrietado).

##### Vehículos
Los interceptores Jedi Eta-2 Actis aparecieron por primera vez en La venganza de los Sith. Los cazas estelares Jedi Delta-7B Aethersprite aparecen en El ataque de los clones y La venganza de los Sith. En El ataque de los clones, Obi-Wan Kenobi viaja en un caza estelar Jedi a Kamino para investigar el intento de asesinato de Padmé Amidala; Obi-Wan también pilota un caza estelar Jedi a Geonosis en un intento de rastrear al cazarrecompensas Jango Fett. Al carecer de un hiperimpulsor, el caza estelar depende de un trineo externo para impulsarlo a través del hiperespacio. Kenobi y Anakin Skywalker (Hayden Christensen) pilotan cazas estelares Jedi actualizados (llamados interceptores Jedi) en la secuencia inicial de La venganza de los Sith. Más tarde, Plo Koon (Matt Sloan) pilota un caza estelar de la era de La venganza de los Sith cuando es derribado por soldados clon ejecutando la Orden 66 de Darth Sidious (Ian McDiarmid).
La forma triangular del caza estelar Jedi en El ataque de los clones proviene de la forma de los Destructor Estelar Imperial en la trilogía original de Star Wars. El diseñador de Industrial Light & Magic, Doug Chiang, identificó al caza estelar Jedi como uno de los primeros diseños que conecta la estética entre la trilogía de precuelas y la trilogía original. Chiang señaló que la familiaridad de los espectadores con la apariencia del Destructor Estelar y su afiliación Imperial otorga un simbolismo adicional a la apariencia de la nave Jedi y presagia el ascenso al poder del Imperio. El caza estelar visto en La venganza de los Sith es un cruce entre la nave de la película anterior y los Caza TIE del Imperio de la trilogía original. Las alas desplegables de Hasbro en el juguete del caza estelar Jedi de El ataque de los clones inspiraron las alas desplegables en la nave de La venganza de los Sith. El caza estelar en La venganza de los Sith se llama interceptor Jedi.

##### Archivos Jedi
Los Archivos Jedi, conocidos como La Gran Biblioteca de Ossus o La Gran Biblioteca de los Jedi, contenían los textos más valiosos y antiguos de la galaxia, sagrados para los eruditos y arqueólogos Jedi. Entre estos estaban los artefactos Sith, considerados por la Orden Jedi como los artefactos más peligrosos de la galaxia, accesibles solo para aquellos capaces de controlar el Lado Oscuro de la Fuerza.
Los archivos Jedi del Templo Jedi en la película El ataque de los clones tienen un sorprendente parecido con la Sala Larga de la Biblioteca del Trinity College en Dublín. Este parecido generó controversia, ya que no se había solicitado permiso para usar la imagen del edificio en la película. Sin embargo, Lucasfilm negó que la Sala Larga fuera la base para los archivos Jedi, y los oficiales de la Biblioteca del Trinity College decidieron no emprender acciones legales.

##### Academia Jedi
Las academias Jedi fueron establecidas para entrenar a seres sensibles a la Fuerza aceptados en la Orden Jedi en los caminos de la Fuerza. Supervisadas por el Consejo de Primer Conocimiento, cada academia era gobernada por un Consejo asesor nombrado por sus superiores en Coruscant. Aunque la mayoría de las enseñanzas se estandarizaban en el Templo, ciertas prácticas podían variar de un mundo a otro. Sin embargo, en todas las academias sancionadas, un grupo de Maestros Jedi instruía a los Iniciados en los caminos de la Fuerza. El tamaño de la escuela variaba de un mundo a otro; las más pequeñas consistían en un solo clan de niños Jedi, y la más grande era la academia principal alojada en el Templo Jedi de Coruscant. La mayoría de las academias habían sido establecidas durante las Antiguas Guerras Sith y estaban ubicadas en el Borde Galáctico. Algunas estaban situadas en o cerca de manantiales de la Fuerza o lugares significativos para la Orden, como cuevas de cristales o nexos de energías del lado oscuro que necesitaban monitoreo constante.
Además de las academias tradicionales establecidas por la Orden, el Cuerpo de Exploración mantenía varias academias móviles espaciales, como el Chu'unthor, para que viajar por la galaxia y explorar nuevos mundos pudiera lograrse mientras se enseñaba la doctrina tradicional.
Hacia la caída de la República Galáctica en el 19 ABY, muchas de las antiguas academias habían estado cerradas durante décadas, con el Consejo de Primer Conocimiento prefiriendo las enseñanzas centrales del Templo de Coruscant. Tras la disolución de la Orden durante la Gran Purga Jedi, todos los Templos y academias ortodoxos fueron saqueados y quemados para evitar que más Jedi aprendieran los secretos de la Fuerza. Sin embargo, el control del Imperio Galáctico sobre la educación de la Fuerza no duró, y la Orden fue reformada tras la conclusión de la Guerra Civil Galáctica. Después de que el Gran Maestro Luke Skywalker formara una Nueva Orden con una sola clase de doce estudiantes, incluyendo a su sobrino Ben Solo, esta se redujo a solo él mismo cuando su sobrino se pasó al lado oscuro y se convirtió en Kylo Ren.

##### Templo Jedi
En la trilogía de precuelas, el Templo Jedi principal está ubicado en el planeta capital de la República, Coruscant. Como la sede administrativa principal, el Templo servía a la Orden en tres capacidades: un monasterio y biblioteca para los Jedi que buscaban la iluminación y reflexionar sobre la voluntad de la Fuerza; una academia y centro de entrenamiento para pequeños Jedi y Padawans que aspiraban a unirse a las filas de los Caballeros Jedi; y un gobierno, en el cual los Maestros del Alto Consejo Jedi guiaban la dirección de la Orden. Fue construido originalmente sobre un antiguo santuario del "lado oscuro" durante el nacimiento de la República, para simbolizar a la gente de Coruscant que el gobierno tiránico de los Sith había terminado.
En La venganza de los Sith, el Templo Jedi es atacado por soldados clon de la Legión 501, liderados por el recién bautizado Darth Vader, quien masacró a los Jedi dentro y prendió fuego al Templo. Tras la caída de la Orden Jedi y la República Galáctica, el Templo se convirtió en el Palacio del Emperador y un lugar para sus artefactos del lado oscuro. Sirvió como la residencia de Sidious durante más de dos décadas hasta su muerte en la batalla de Endor. El Templo es visible en las celebraciones en Coruscant al final de El retorno del Jedi. Tras la destrucción de los Sith, Luke Skywalker (el último de los Jedi) recuperó fragmentos de un árbol sensible a la Fuerza que una vez estuvo ubicado en el corazón del Templo Jedi.
La revista Architects' Journal clasificó al templo en tercer lugar en su lista de las diez mejores arquitecturas de Star Wars, detrás de la segunda Estrella de la Muerte y el palacio de Jabba el Hutt en Tatooine, y por delante de Coruscant, la ciudad capital de la Antigua República. El templo se describe en el artículo como una adaptación de "la robusta tipología de los templos mayas, con revestimiento de duracero especificado para las paredes de piedra externas para una mayor resistencia defensiva" y se dice que es un zigurat que "está construido sobre un nexo de la Fuerza y tiene amplio espacio para instalaciones de entrenamiento, alojamiento y el Archivo Jedi". El templo tiene cinco torres, la más alta siendo la Espira de la Tranquilidad, que son estilísticamente similares a los minaretes que rodean la Hagia Sophia en Estambul. La revista Star Wars Insider lo incluyó como el centésimo mejor elemento de Star Wars en su edición especial número cien.

## Representación Jedi enLegends
Con la adquisición de Lucasfilm por The Walt Disney Company en 2012, la mayoría de las novelas y cómics licenciados de Star Wars producidos desde la película original de 1977 Star Wars fueron renombrados como Star Wars Legends y declarados no canónicos para la franquicia en abril de 2014.
En las novelas y libros de referencia ahora considerados Legends, la interpretación de la enseñanza Jedi sobre no formar apegos alternaba entre estar en línea con la visión de George Lucas y usar "apego" en el sentido de afecto, cariño y compromiso amoroso, afirmando que el Código Jedi prohibía estos lazos emocionales. Además, los Jedi fueron representados como una organización cuasi-militarística con una estricta alineación política con la República Galáctica.

### Je'daii
Precursores de los Jedi modernos, la Orden Je'daii estudiaba tanto el lado luminoso como el oscuro de la misteriosa Fuerza, esforzándose por equilibrarlos igualmente. El número de vista previa del cómic Dawn of the Jedi data los orígenes de los Je'daii en 36,453 años ABY. Antes de los sables de luz y los viajes hiperespaciales, los Je'daii viajaban por el planeta Tython, entrenando en los nueve templos de la Orden y dominando las lecciones de cada uno.

### La Nueva Orden Jedi
En las novelas ambientadas después de los eventos de la serie de películas, Luke Skywalker restableció el Alto Consejo Jedi como parte de su Nueva Orden Jedi. La diferencia más notable entre el formato del nuevo consejo y el antiguo es que solo la mitad del consejo está compuesto por Jedi, mientras que la otra mitad consistía en políticos. Tras la guerra con los Yuuzhan Vong, los Jedi retiraron su apoyo a cualquier entidad política y se trasladaron a Ossus, donde Luke restableció un Consejo Jedi completo.
La Nueva Orden Jedi fue la organización Jedi restaurada y reformada, tras la Gran Purga Jedi y la subsiguiente caída del Imperio Galáctico. Los Caballeros Jedi, reducidos en número a solo un puñado, fueron restaurados lentamente, principalmente bajo el liderazgo del Gran Maestro Luke Skywalker. Skywalker abolió el sistema tradicional de Maestro/Padawan ya que creía que todos los Jedi debían ser tanto maestros como estudiantes; que debían aprender unos de otros y guiarse mutuamente, y no solo de un Maestro.
Dentro del Universo Expandido, las obras de The New Jedi Order indican que el Templo Jedi en Coruscant ya no está en pie, pero es reconstruido como un regalo a los Jedi por sus servicios y logros durante la invasión de los Yuuzhan Vong. El nuevo templo tiene la forma de una pirámide masiva hecha de piedra y transpariacero, diseñada para encajar en el nuevo aspecto de Coruscant, aunque internamente es idéntica al diseño visto en La venganza de los Sith.

## Impacto cultural y respuesta de la crítica
El Ejército de los Estados Unidos tuvo un grupo de oficiales a principios de la década de 1980 que promovían tácticas de guerra de maniobras, y quienes eran referidos despectivamente como Jedi por oficiales más convencionales que estaban satisfechos con las tácticas y métodos de guerra de desgaste.

### Análisis
En Star Wars and Philosophy, William Stephens compara a los Jedi con el Estoicismo:

Para recapitular, las virtudes que el Jedi comparte con el sabio estoico son la paciencia, la oportunidad, el compromiso profundo, la seriedad (en oposición a la frivolidad), la calma (en oposición a la ira o la euforia), la paz (en oposición a la agresión), la cautela (en oposición a la imprudencia), la benevolencia (en oposición al odio), la alegría (en oposición a la tristeza), la pasividad (en oposición a la agitación) y la sabiduría. Dadas todas estas virtudes, Yoda ciertamente se asemeja a lo que los estoicos antiguos describían como el sabio, la persona ideal que ha perfeccionado su razón y alcanzado la sabiduría completa.

Funcionalmente, la orden Jedi se asemeja a una Guardia Pretoriana.

### Medios
Los Jedi han incursionado en ciertas áreas de la cultura pop, como la canción de "Weird Al" Yankovic "The Saga Begins", una parodia de "American Pie". En la película The Men Who Stare at Goats (2009), un reportero sigue a un exsoldado que afirmaba ser un "guerrero Jedi", un apodo para los espías psíquicos en el ejército de EE. UU.

### Religión
Una de las influencias perdurables que la saga de Star Wars ha tenido en la cultura popular es la idea de que los valores ficticios de los Jedi se interpreten como un camino filosófico o religión moderna, generando diversos movimientos como el Jediismo (religioso) y el fenómeno del censo Jedi.

### Citas
1. 1 2 3 4  Gordon, Andrew. "Star Wars: A myth for our time". Literature/Film Quarterly 6.4 (1978): 314.
2. 1 2  «La guerra de las galaxias, claves de redacción». Madrid: Fundación del Español Urgente. 15 de diciembre de 2015. Consultado el 23 de enero de 2017.
3. ↑  «Jedi Order». StarWars.com (en inglés). Consultado el 27 de diciembre de 2017.
4. ↑  Chryssides, George D. (2011). Historical Dictionary of New Religious Movements. Ashgate Publishing, Ltd. ISBN 978-0-810-87967-6. Archivado desde el original el 3 de agosto de 2024. Consultado el 26 de octubre de 2020.
5. 1 2  Duncan, Paul (2020). The Star Wars Archives: 1999-2005. US: Taschen. ISBN 9783836563444.
6. ↑  Comas, Angel (1996). «Guía para no perderse en la galaxia».  En Enrique Aragonés - José María Latorre, ed. La guerra de las galaxias: Psicosis. Libros Dirigido. p. 64. ISBN 9788487270260.
7. ↑  Wetmore, Kevin J. (2005). The empire triumphant: race, religion and rebellion in the Star wars films. McFarland & Company, Inc., Publishers. ISBN 978-0-7864-2219-7.
8. ↑  Feichtinger, Christian (2 de enero de 2014). «Space Buddhism: The Adoption of Buddhist Motifs in Star Wars». Contemporary Buddhism (en inglés) 15 (1): 28-43. ISSN 1463-9947. doi:10.1080/14639947.2014.890348. Consultado el 14 de mayo de 2025.
9. ↑  . Star Wars: The Legacy Revealed. . The History Channel. 28 de mayo de 2007. min. ~90.
10. ↑  «La verdadera historia de por qué los Jedi de Star Wars se llaman así».
11. ↑  «The Names Came From Earth». The New York Times. 26 de enero de 1997. Archivado desde el original el 1 de julio de 2019. Consultado el 22 de enero de 2010.
12. ↑  «john carter versus starwars». SciFiNow. 15 de diciembre de 2011. Archivado desde el original el 7 de diciembre de 2015. Consultado el 10 de octubre de 2015.
13. ↑  Hidalgo, Pablo; Remillard, Kemp (2016). Star wars: Rogue one: the ultimate visual guide (First American edition edición). DK Publishing. ISBN 978-1-4654-5263-4. OCLC 957649393. Consultado el 14 de mayo de 2025.
14. ↑  «Jedis y espadas láser».
15. 1 2  Rinzler, J. W.; Lippincott, Charles (2007). The making of Star Wars: the definitive story behind the original film: based on the lost interviews from the official Lucasfilm archives (1st hbk. ed edición). Ballantine Books. ISBN 978-0-345-49476-4. OCLC ocm71427458. Consultado el 15 de mayo de 2025.
16. ↑  Kaminski, Michael (Legacy Books Press). The Secret History of Star Wars: The Art of Storytelling and the Making of a Modern Epic (en inglés). Legacy Books Press. ISBN 0978465237.
17. ↑  «The Mythology of Star Wars with George Lucas and Bill Moyers». films.com. Films Media Group. Archivado desde el original el 3 de enero de 2010. Consultado el 26 de febrero de 2015.
18. ↑  «Star Wars @ NASM, Unit 1, Introduction Page». Nasm.si.edu. 31 de enero de 1999. Archivado desde el original el 8 de abril de 2010. Consultado el 22 de enero de 2010.
19. ↑  Rinzler, J. W. (2005). Star wars, the making of episode III, revenge of the Sith. Del Rey Books. ISBN 0-345-43138-3. OCLC 315465476.
20. 1 2  Mellody Hobson / George Lucas - Virtual Speaker Interview (en inglés), 14 de marzo de 2021, archivado desde el original el 11 de diciembre de 2021, consultado el 21 de junio de 2021 – vía YouTube.
21. ↑  Rinzler, J. W. (2013). The Making of Star Wars (Enhanced edición). Ballantine Group. pp. 2019, 2034. ISBN 978-0345542861. Archivado desde el original el 3 de agosto de 2024. Consultado el 22 de febrero de 2019.
22. ↑  Pearson, Ben (16 de abril de 2019). «'Star Wars': The Chosen One Prophecy Has Finally Been Revealed». /Film. Archivado desde el original el 17 de abril de 2019. Consultado el 17 de abril de 2019.
23. 1 2  «The Rise of Clovis». Star Wars: The Clone Wars. Episodio 6. Temporada 6. Super RTL. 22 de febrero de 2014.
24. ↑  Lucas, George (Director) (19 de mayo de 2005). Star Wars: Episode III – Revenge of the Sith. 20th Century Fox.
25. ↑  Star Wars: The Force Awakens (DVD). Walt Disney Studios Motion Pictures. 2015.
26. ↑  Star Wars: The Last Jedi (DVD). Walt Disney Studios Motion Pictures. 2017.
27. ↑  Star Wars: The Rise of Skywalker (DVD). Walt Disney Studios Motion Pictures. 2019.
28. ↑  «How Ahsoka Tano Completed the Arc of Anakin Skywalker». themarysue.com. 4 de abril de 2016. Archivado desde el original el 5 de octubre de 2018. Consultado el 17 de abril de 2019.
29. ↑  «Dave Filoni Just Made an Unexpected 'Star Wars' Revelation». inverse.com. 15 de julio de 2016. Archivado desde el original el 21 de junio de 2018. Consultado el 17 de abril de 2019.
30. ↑  Obi-Wan Kenobi, Star Wars Episodio I: La amenaza fantasma, 1999 («Si tan solo siguieras el Código, estarías en el Consejo»).
31. ↑  Luceno, James (2014). Tarkin: Star Wars: James Luceno: 9780345511522: Amazon.com: Books. Random House Publishing. ISBN 978-0345511522.
32. ↑  «The Development of Star Wars – As Seen through the Scripts by George Lucas». Hem.bredband.net. Archivado desde el original el 4 de noviembre de 2016. Consultado el 20 de diciembre de 2016.
33. ↑  «Starkiller – The Jedi Bendu Script Site». Starwarz.com. Archivado desde el original el 21 de septiembre de 2016. Consultado el 27 de mayo de 2017.
34. ↑  «The Star Wars: Rough Draft».
35. 1 2 3 4 5  Wallace, 2017.
36. ↑  Temporada 5, Star Wars: The Clone Wars
37. ↑  Temporada 2, Star Wars: Rebels
38. ↑  Wallace, 2017, p. 157.
39. 1 2 3 4  «Jedi starfighter (The Movies)». Star Wars Databank. Lucasfilm. Archivado desde el original el 26 de julio de 2011. Consultado el 25 de diciembre de 2007.
40. 1 2 3  «Jedi starfighter (Behind the Scenes)». Star Wars Databank. Lucasfilm. Archivado desde el original el 12 de octubre de 2007. Consultado el 25 de diciembre de 2007.
41. 1 2  «Wedgie 'Em Out» (QuickTime video). Making Episode II Webdocs. Lucasfilm. Archivado desde el original el 12 de enero de 2006. Consultado el 25 de diciembre de 2007.
42. ↑  Ultimate Star Wars
43. ↑  «Kerry invaded by evil galactic empire in class Star Wars mockup». Breaking News. 28 de julio de 2014. Archivado desde el original el 6 de febrero de 2015. Consultado el 28 de octubre de 2015.
44. ↑  «Visit the Jedi Archives in real life – at Trinity College, Dublin». scyfilove.com. Archivado desde el original el 6 de febrero de 2015. Consultado el 28 de octubre de 2015.
45. ↑  «5 Fascinating Facts About the Jedi Temple». StarWars.com. 6 de noviembre de 2015. Archivado desde el original el 15 de abril de 2021. Consultado el 26 de febrero de 2021.
46. ↑  McMillan, Graeme (3 de abril de 2017). «Cantina Talk: A Vicious New Kind of AT-AT Could Debut in 'The Last Jedi». Wired. ISSN 1059-1028. Archivado desde el original el 3 de septiembre de 2020. Consultado el 21 de diciembre de 2019.
47. 1 2 3  Pallister, James (15 de junio de 2009). «Top 10: The Architecture of Star Wars (pt II)». Architectsjournal.co.uk. Archivado desde el original el 30 de septiembre de 2009. Consultado el 3 de septiembre de 2009.
48. ↑  McMilian, Graeme (25 de abril de 2014). «Lucasfilm Unveils New Plans for Star Wars Expanded Universe». The Hollywood Reporter. Archivado desde el original el 30 de agosto de 2016. Consultado el 26 de mayo de 2016.
49. ↑  «The Legendary Star Wars Expanded Universe Turns a New Page». StarWars.com. 25 de abril de 2014. Archivado desde el original el 10 de septiembre de 2016. Consultado el 26 de mayo de 2016.
50. ↑  «Disney and Random House announce relaunch of Star Wars Adult Fiction line». StarWars.com. 25 de abril de 2014. Archivado desde el original el 14 de mayo de 2016. Consultado el 26 de mayo de 2016.
51. ↑  Watson, Jude (2007). The Last of the Jedi: Secret Weapon. US: Scholastic. ISBN 9780439681407.
52. ↑  Traviss, Karen (31 de octubre de 2012). No prisoners. Random House. ISBN 978-1-4481-6452-3. OCLC 1028229615. Archivado desde el original el 3 de agosto de 2024. Consultado el 21 de junio de 2021.
53. ↑  Wallace, Daniel (7 de septiembre de 2011). The Jedi path : a manual for students of the force. Chronicle Books. ISBN 978-1-4521-0227-6. OCLC 1107051506. Archivado desde el original el 3 de agosto de 2024. Consultado el 21 de junio de 2021.
54. ↑  Woodward, Bob (2012). Commanders. Simon & Schuster. ISBN 9781471104749. Archivado desde el original el 3 de agosto de 2024. Consultado el 18 de julio de 2014.
55. ↑  Kaplan, Fred (17 de marzo de 1991). «Schwarzkopf's war plan came from Army's Jedi Knights». Spartanburg Herald-Journal. p. A13. Consultado el 18 de julio de 2014.
56. ↑  
Stephens, William O. (2013). «Capítulo 2: "Estoicismo en las estrellas: Yoda, el Emperador y la Fuerza».  En Decker, Kevin S.; Eberl, Jason T.; Irwin, William, eds. Star Wars and Philosophy: More Powerful than You Can Possibly Imagine. Open Court. ISBN 978-0812697018.
57. ↑  
Jamilla, Nick (2014). Sword Fighting in the Star Wars Universe: Historical Origins, Style and Philosophy. Jefferson, Carolina del Norte: McFarland. p. 52. ISBN 9780786451791. Consultado el 28 de enero de 2019. «La analogía más clara de la relación de los Jedi con el establecimiento político, por negativa que pueda parecer, es la de la Guardia Pretoriana, que, en sus primeros días, fue un brazo militar que servía como guardaespaldas de un comandante y luego cayó en descrédito.»
58. ↑  Woolley, Jamie. «A New Religion». BBC News. Archivado desde el original el 10 de abril de 2016. Consultado el 13 de noviembre de 2008.

## Lecturas complementarias
- Muñoz, David (1997). Las galaxias de George Lucas. Biblioteca del Dr. Vértigo. Barcelona: Ediciones Clenat.
- Sword Fighting in the Star Wars Universe: Historical Origins, Style and Philosophy por Nick Jamilla (McFarland & Company, 2008) (en inglés)
- Star Wars and History por Nancy Reagin & Janice Liedl (John Wiley & Sons, 2012) (en inglés)
- The Science Fiction Reboot: Canon, Innovation and Fandom in Refashioned Franchises por Heather Urbanski (McFarland & Company, 2013) (en inglés)
- Star wars: the essential chronology por Kevin J. Anderson & Daniel Wallace (Ballantine Books, 2000) (en inglés)
- Culture, identities, and technology in the Star wars films: essays on the two trilogies por Carl Silvio & Tony M. Vinci (McFarland & Company, 2007) (en inglés)
- The Star Wars Heresies por Paul F. McDonald (McFarland & Company, 2013) (en inglés)